# 16e arrondissement de Paris
«  Paris 16e (arrondissement) » redirige ici. Ne pas confondre avec Paris 16e (série télévisée).
Pour les articles homonymes, voir 16e arrondissement.

Logo du 16e arrondissement de Paris.

Le 16e arrondissement de Paris constitue l'un des vingt arrondissements de Paris, situé sur la rive droite de la Seine, à l'ouest de la ville. Il est bordé à l'est par la Seine et à l'ouest par le périphérique parisien, exception faite du bois de Boulogne qui se situe de l'autre côté de cette voie.
L'arrondissement est essentiellement résidentiel, mais néanmoins visité par les touristes pour ses nombreux musées et ses lieux remarquables comme le Trocadéro ou le Bois de Boulogne. Il est l'arrondissement abritant le plus grand nombre d'ambassades et consulats de Paris ainsi que des installations sportives célèbres dans le monde entier, comme le Parc des Princes ou le stade Roland-Garros. Du fait de son éloignement du centre de Paris, son histoire est récente, pendant longtemps rurale et simplement fondée sur trois anciens villages. Il y reste peu d'immeubles à vocation historique. En comptant les centaines d'hectares du bois de Boulogne, le 16e arrondissement est également le plus vert de la capitale.
Aux termes de l'article R2512-1 du Code général des collectivités territoriales (partie règlementaire), il porte également le nom d'« arrondissement de Passy », mais cette appellation est rarement employée dans la vie courante.

## Historique
Jusqu'au milieu du XIXe siècle le territoire de l'actuel 16e arrondissement, était constitué de plusieurs villages extérieurs à la capitale.

### DuVIIeauXIIesiècle
Au VIIe siècle existent sur la rive droite de la Seine, du quartier de Chaillot actuel à Boulogne, une forêt du nom de Rouvray et un village du nom de Nimio. L'évêque du Mans, saint Bertram, possède le domaine et une villa. À sa mort en 623, conformément à son testament, l'ensemble de son domaine (dont le village de Nimio, renommé depuis Nijon) est légué, avec les vignes afférentes, au diocèse de Paris. Il y précise que ses vignes sont situées dans un lieu, Fontanitum, où existent de petites sources. Avec le temps, les habitants de Nimio se séparent. Une partie va vers les sources et les marais, formant ainsi le village d'Auteuil (du latin altus et -ialo, haut-lieu). Les autres se rapprochent de Paris, là où une partie de la forêt de Rouvray (renommée depuis « bois de Boulogne ») avait été abattue, formant le village de Chaillot (dérivant a priori de Chal ou Chail, signifiant destruction d'arbres).
Ces deux villages dépendent de deux paroisses distinctes, puis celle d'Auteuil, trop étendue, est divisée entre Auteuil et Passy.
Avant le XIe siècle, on ne trouve aucune référence aux noms actuels des quartiers de l'arrondissement (Passy, Auteuil, Chaillot). Et si l'arrondissement avait bien trois paroisses distinctes, il n'y a toujours eu, en termes administratifs, que deux villages : Auteuil et Passy. Chaillot apparaissait en effet comme un faubourg de Paris.
Pour Auteuil, il faut attendre 1192 pour que le nouveau village ait une structure de village avec une paroisse. En 1109 déjà, les abbés Génofains d'Auteuil avaient échangé leurs terres normandes contre les terres d'Auteuil, alors possédées par les abbés de Notre-Dame-du-Bec au Bec Hellouin.
Le nom de Passy (Passicium ou Paciacum), apparaît pour la première fois dans une charte en 1250. Le premier seigneur de Passy fut Jeanne de Paillard en 1416.
Du XIIe siècle à la Révolution française, le périmètre de l'actuel arrondissement constitue un coin de verdure tranquille avec des vignes et de la forêt, tout à la fois loin de l'urbanisme et du bruit ambiant et très près par la distance.

### DuXVIIesiècleà l'intégration à Paris en 1860
Le territoire de l'actuel arrondissement correspond à trois anciens villages

#### Chaillot
En 1627, Louis XIII transfère la Manufacture royale de tapis, créée par Henri IV, du Louvre  à l'actuel emplacement du Palais de Tokyo dans une ancienne fabrique de savon, d'où son nom de manufacture de la Savonnerie conservé depuis son déplacement en 1826 dans le quartier des Gobelins.
En 1702, Chaillot, qui compte 2 000 habitants à cette époque, devient officiellement un faubourg de Paris appelé Faubourg de la Conférence, sur une décision de Louis XIV, puis est englobé dans le territoire de la capitale par le mur des fermiers généraux.

#### Passy
Le village de Passy était principalement composé :
- du château de Boulainvilliers (nom adopté à partir de 1747). Ce domaine allait de l'actuelle maison de la Radio jusqu'à l'avenue Mozart. C'est au banquier Samuel Bernard que l'on doit les dimensions du domaine de Boulainvilliers ;
- de la plaine de Passy. Ce territoire compris entre les actuelles avenues de la Grande Armée, Kléber, les rues de Longchamp, Spontini et Pergolèse faisait partie avant 1789 du terroir de Chaillot et fut rattaché à la commune de Passy en 1790. Cette plaine où de nombreux moulins à vent fonctionnèrent jusqu'au XIXe siècle fut lotie en 1825 ;
- d'un domaine descendant jusqu'à la Seine où l'on pouvait y admirer l'hôtel de Lamballe, siège de l'actuelle ambassade de Turquie.

Claude Chahu, Seigneur de Passy, financier et conseiller du roi, fit ériger une chapelle en 1666, Notre-Dame-de-Grâce, qui devint une paroisse indépendante en 1672. Le marquis de Boulainvilliers en fut le dernier seigneur.
Le mur des fermiers généraux construit de 1785 à 1789, dont le tracé correspond à l'actuelle avenue Kléber, à la place du Trocadéro jusqu'à la limite sud des jardins du Trocadéro et à l'avenue de New-York entre les rues Le Nôtre et Beethoven, sépara la ville de Paris intégrant le village de Chaillot, de Passy qui devint une commune à partir de 1790. Cette enceinte fiscale comprenait plusieurs barrières à péage, les principales étant celles de l'Étoile et de Passy aussi appelée barrière de la Conférence

#### Auteuil
De 1109 à la Révolution, les moines entretiennent les terres et font don du vin issu des vignes à l'évêque de Paris. Le village d'Auteuil est très tôt apparu comme un lieu paisible en comparaison de Paris, ville bruyante et peu agréable à vivre. Boileau et Molière furent parmi les premières personnalités à s'y installer. Dès lors, Racine, La Fontaine, Lully, La Bruyère et d'autres fréquentent le salon de Molière. Plus tard, Anne-Catherine de Ligniville Helvétius tient à Auteuil un salon très réputé auprès des nombreux écrivains et intellectuels de Paris au XVIIIe siècle. Diderot, d'Alembert, Condillac, Malesherbes, Turgot et bien d'autres y défilent.
C'est ce caractère paisible qui poussera la IIIe République à y créer l'École normale d'instituteurs de Paris, « à l'écart de l'ambiance aussi brillante que turbulente de la ville lumière » (Octave Gréard).

#### Sources d'eau
L'existence de sources thermales a joué un rôle dans le développement des villages de Passy et Auteuil. En 1650, on trouve une première source d'eau aux vertus curatives reconnues par le corps médical à Passy. On en trouva d'autres à Auteuil. Les sources furent exploitées pour des cures thermales particulièrement à Passy au XVIIIe siècle et jusqu'au milieu du XIXe siècle. Celles d'Auteuil, bien que moins importantes, durèrent jusqu'en 1925 pour certaines. Aujourd'hui subsiste encore l'ancien puits artésien du square Lamartine.

### Intégration des villages à Paris

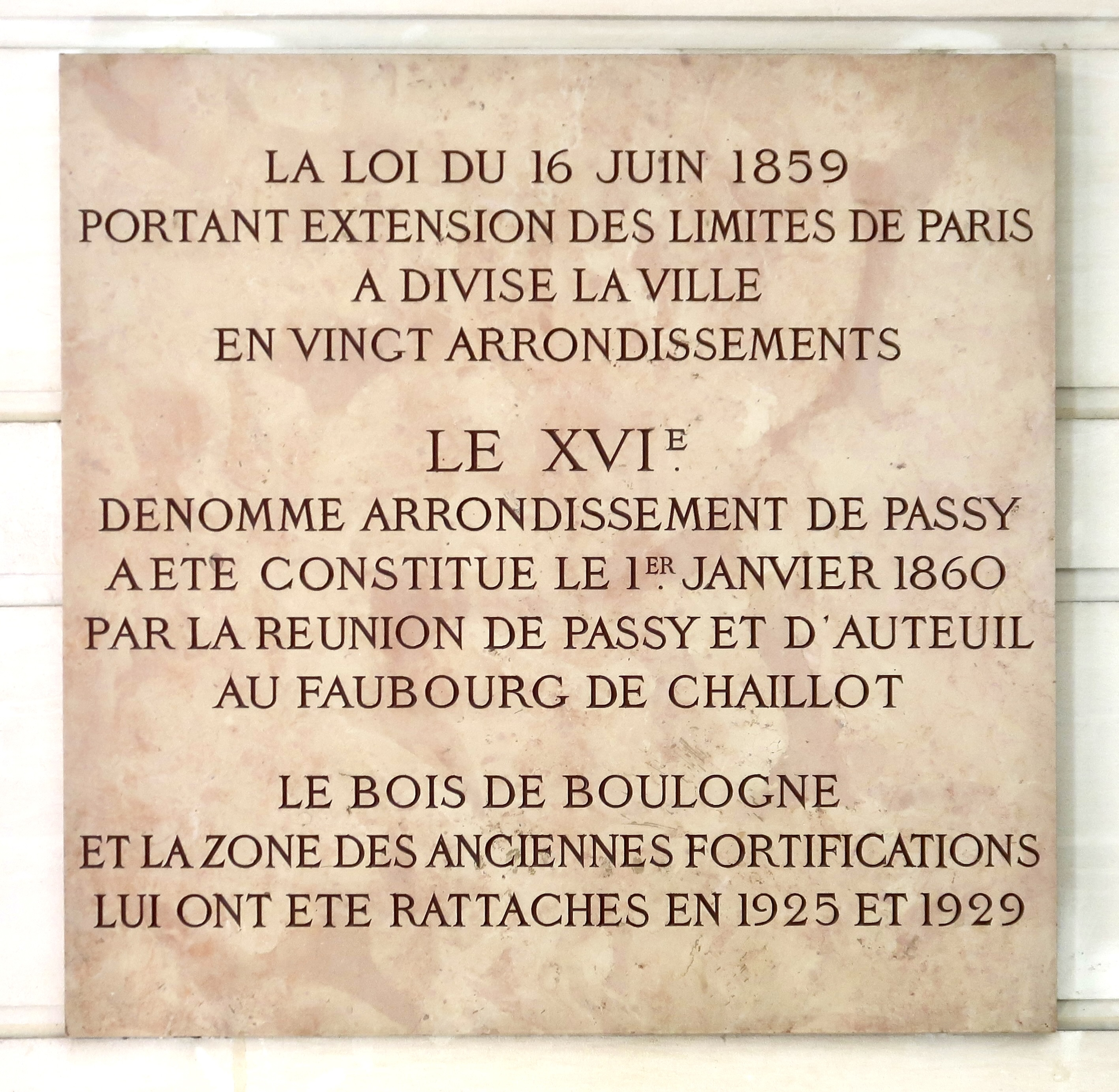
Plaque commémorant la création du 16e arrondissement.

Avec Napoléon III et le baron Haussmann, les villages d'Auteuil et Passy ainsi que Chaillot (appartenant à l'ancien 1er arrondissement) vont être définitivement intégrés à la ville de Paris en 1860, à la suite de la loi du 16 juin 1859. Le mur des Fermiers généraux qui séparait l'actuel 16e arrondissement du reste de Paris est ensuite abattu. La place de l'Étoile a finalement 12 embranchements. Les grandes avenues sont élargies à l'instar de l'avenue de Saint-Cloud, actuelle avenue Victor-Hugo (+ 36 m de large), de l'avenue du Roi de Rome, actuelle avenue Kléber, ou de l'avenue d'Iéna. Auteuil est désenclavé grâce à l'ouverture de l'avenue Mozart, pour être relié au village de Passy, et de la rue Michel-Ange, pour être relié à la porte de Saint-Cloud. Les grands domaines disparaissent. Seuls quelques hôtels particuliers, villas (villa Molitor, villa Mozart, villa Boileau, villa Erlanger, villa George-Sand, villa Eugène Manuel, villa de Beauséjour) et voies privées demeurent, signe d'un temps révolu.
Jusque dans les années 1920, bien que propriété de la ville de Paris, le bois de Boulogne reste administrativement rattaché aux communes de Boulogne et Neuilly-sur-Seine. Il est officiellement annexé par la ville de Paris par le décret du 3 avril 1925 pour la partie boulonnaise et par le décret du 18 avril 1929 pour la partie neuilléenne et est rattaché au 16e arrondissement.

## Géographie

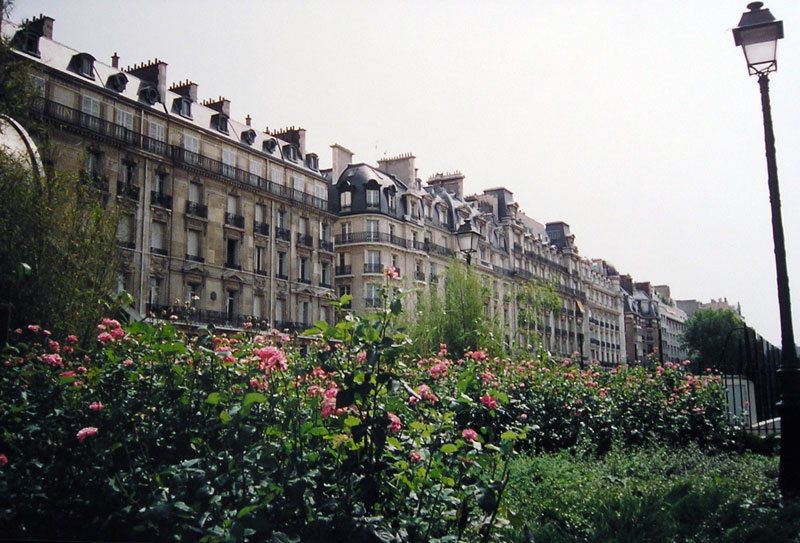
16e arrondissement de Paris.

Quartiers administratifs du 16e arrondissement de Paris.

Il est bordé à l'ouest par les communes de Neuilly-sur-Seine et de Boulogne-Billancourt et par la Seine via le bois de Boulogne, qui fait intégralement partie de l'arrondissement. Au nord, il est bordé par le 17e et le 8e arrondissements et à l'est par la Seine. Cette dernière le sépare du 7e et du 15e arrondissements et au sud-est d'Issy-les-Moulineaux.
À l'instar des autres arrondissements parisiens, il est densément urbanisé, malgré la présence de plusieurs jardins. Le bois de Boulogne est quant à lui quasiment entièrement boisé, traversé par de larges voies carrossables et quelques bâtiments ou installations sportives y sont implantés, notamment Roland Garros et le Jardin d'acclimatation.
L'arrondissement est traversé par les lignes de métro 1, 2, 6, 9 et 10, par le RER C et par un grand nombre de lignes de bus.
Il fait face à l'imposante tour Eiffel et comprend la maison de la Radio, la place du Trocadéro, la rue de Passy, ou encore l'avenue Victor-Hugo, le Parc des Princes, le stade Roland-Garros, la rue d'Auteuil, l'avenue du Président-Kennedy, le boulevard Exelmans, la rue Michel-Ange, la rue Molitor, l'avenue Foch, l'avenue Kleber et une partie de la place de l'Étoile pour ne citer que les plus connus. Le nord de l'arrondissement abrite des villas et hameaux charmants.
S'il reste un des arrondissements les plus « chics » de la ville, il a été largement dépassé en ce qui concerne le prix de l'immobilier par les arrondissements du centre de Paris (Ier, IVe, Ve, VIe, VIIe et VIIIe).
Du fait de sa grande taille et de sa disposition toute en longueur, mais aussi de la quantité de courrier adressé à la Maison de la Radio, il est le seul arrondissement de Paris à avoir deux codes postaux différents,. La ligne de partage se fait au niveau de la rue de Passy.
On y trouvera donc, par exemple :
- au sud : 32, avenue Raphaël 75016 Paris ;
- au nord : 57, avenue Marceau 75116 Paris.

Cet arrondissement est parfois nommé l'arrondissement de Passy, du nom d'une ancienne commune annexée par Paris en 1860.

### Quartiers administratifs
Comme chaque arrondissement parisien, le 16e est divisé en 4 quartiers administratifs :
1. Quartier d'Auteuil (61e quartier) ;
2. Quartier de la Muette (Passy) (62e quartier) ;
3. Quartier de la Porte-Dauphine (Passy) (63e quartier) ;
4. Quartier de Chaillot (64e quartier).

### Voies du16earrondissement
Les principales voies d'accès terrestres sont le boulevard périphérique à l'ouest (en grande partie souterrain), la voie Georges-Pompidou à l'est, le long de la Seine, les ponts le reliant aux 7e et 15e arrondissements ainsi que les rues et grandes artères le reliant aux 8e et 17e arrondissements.

#### Principales rues et voies
- Place Charles-de-Gaulle
- Place Diana
- Avenue Foch
- Avenue Victor Hugo
- Avenue Kléber
- Avenue d'Iéna
- Avenue Marceau
- Avenue Mozart

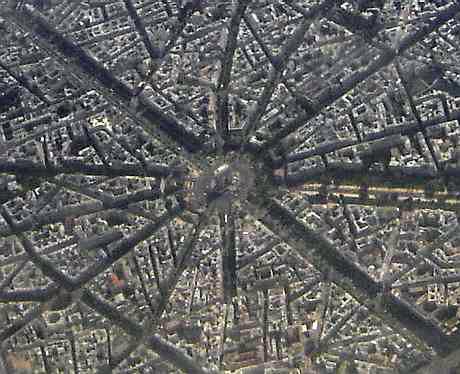
Place de l'Étoile.

- Place du Trocadéro-et-du-11-Novembre

#### Ponts

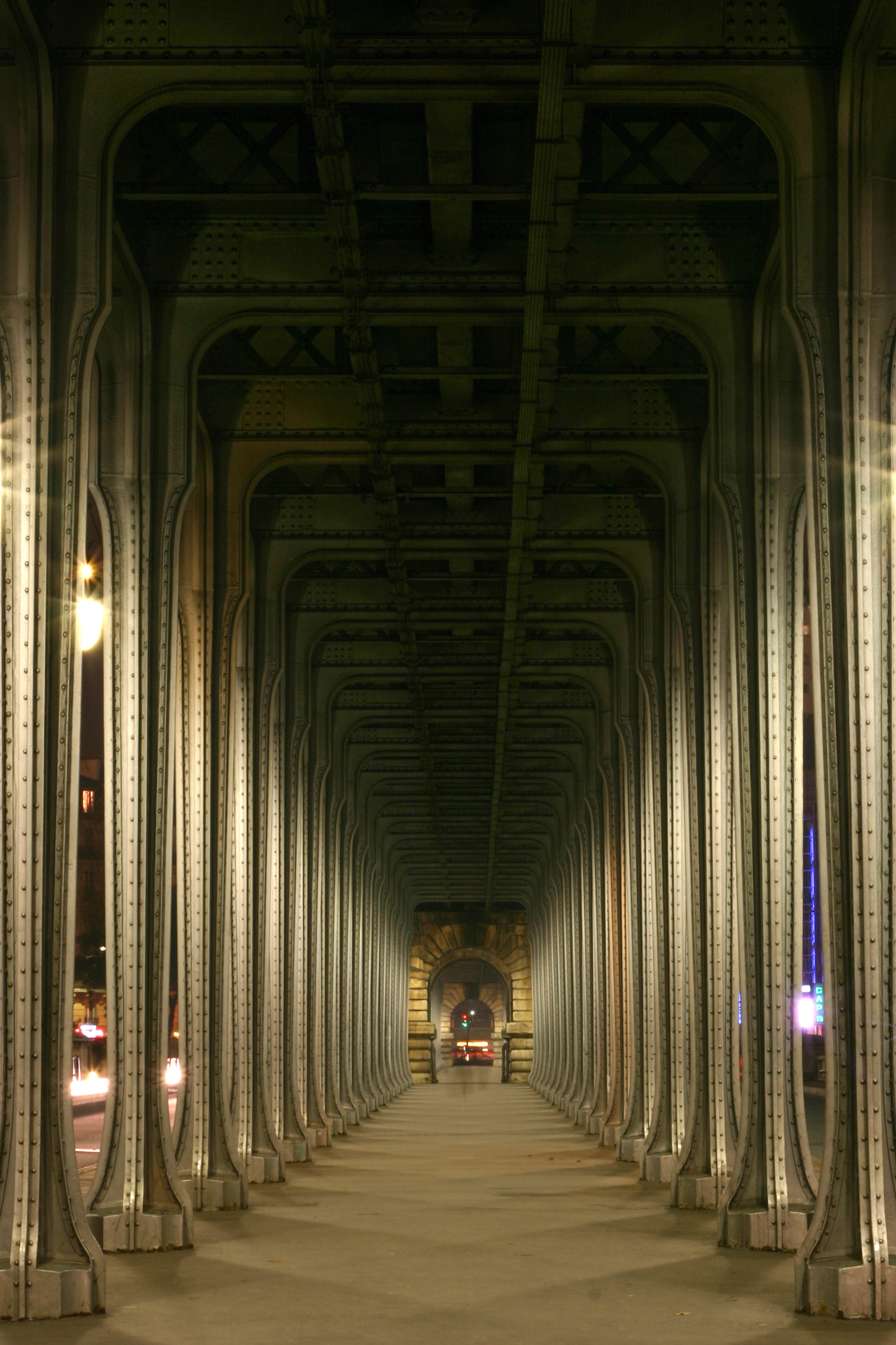
Pont de Bir-Hakeim.

- Pont du Garigliano
- Pont Mirabeau
- Pont de Grenelle
- Pont Rouelle
- Pont de Bir-Hakeim
- Pont d'Iéna
- Passerelle Debilly

#### Projets et développements
Si le 16e arrondissement est l'un des plus bâtis et des plus peuplés de Paris, à condition de le considérer dans sa partie utile (c'est-à-dire sans le bois de Boulogne, qui dispose, par ailleurs, d'un statut particulier), il est également un des rares arrondissements parisiens à disposer d'une réserve de terrains à bâtir, notamment sur sa périphérie. C'est ce qui a amené la mairie de Paris à y promouvoir un certain nombre de grands projets immobiliers. Ils répondent à un double objectif affiché par l'ancien maire socialiste de Paris, Bertrand Delanoë : supporter la croissance démographique de Paris d'une part et augmenter la mixité sociale d'autre part. Depuis la vente des immeubles appartenant à la municipalité entre le boulevard Suchet et le bois de Boulogne, l'arrondissement possède en effet un des plus faibles taux de logements sociaux de Paris (seulement 2,5 % contre les 20 % imposés par la loi relative à la solidarité).
Ces projets, situés sur la friche libérée par la SNCF à proximité de la gare d'Auteuil-Boulogne, sur les marges du bois de Boulogne à la Porte Dauphine et dans le parc Sainte-Périne, ont déchaîné la colère des élus et des riverains de l'arrondissement. Les associations de quartier critiquent notamment le gigantisme des projets (des immeubles de dix étages en moyenne), le bétonnage des espaces verts et l'absence de cohérence architecturale avec l'environnement haussmannien des projets. En juin 2010, le maire de l'arrondissement, Claude Goasguen, a dénoncé ces projets comme des éléments d'une politique volontaire et globale visant à brimer les « ennemis de classe » (c'est-à-dire les quartiers bourgeois, votant traditionnellement à droite), au même titre que la fermeture du stade Jean-Bouin aux élèves des lycées du quartier ou la réduction de près de 40 % du budget de l'arrondissement par les services de l'hôtel de Ville.
Lancés en 2005, ces projets sont sur le point d'être achevés.
Le 5 novembre 2016, un centre d'hébergement pour sans-abri est ouvert sur l'allée des Fortifications, longeant l'avenue du Maréchal-Maunoury. Lors d'une réunion du 14 mars 2016 dans le grand amphithéâtre de l'université Paris-Dauphine, les représentants de l'État et de la ville de Paris avaient présenté ce projet sous les huées et les insultes des riverains, Claude Goasguen, appelant alors à signer une pétition intitulée « Refusons un Sangatte dans le bois de Boulogne ». Depuis lors, les voisins ne protestent plus et le maire de l'arrondissement se félicite du bon fonctionnement de ce centre.

## Politique
Le seizième arrondissement, aux quartiers réputés très bourgeois, fait partie des bastions de la « droite parisienne » (en réalité le centre-droit). Il est très marqué par les idéaux de la démocratie chrétienne et de la droite libérale classique, connaissant une succession ininterrompue de majorités UDF au conseil d'arrondissement de 1978 (date de la création de l'UDF) à 2007. À la disparition de cette force politique, l'arrondissement s'est orienté vers le  Nouveau Centre, rattaché à l'UMP, plutôt que vers le MoDem. Son ancien maire, Claude Goasguen a ainsi été secrétaire général de l'UDF et porte-parole de Démocratie libérale avant de passer à l'UMP puis LR.
Les personnalités exerçant une fonction élective dont le mandat est en cours et en lien direct avec le territoire du 16e arrondissement de Paris sont les suivantes :
| Élection     | Territoire                                                 | Titre          | Nom                | Tendance politique | - | Début de mandat | Fin de mandat |
| ------------ | ---------------------------------------------------------- | -------------- | ------------------ | ------------------ | - | --------------- | ------------- |
| Municipales  | 16e arrdt de Paris                                         | Maire          | Jérémy Redler      | LR                 |   | 7 novembre 2023 | 2026          |
| Municipales  | Ville de Paris (13 conseillers de Paris dans le 16e arrdt) | Maire de Paris | Anne Hidalgo       | PS                 |   | mars 2014       | 2026          |
| Législatives | 4e circonscription - 16e nord                              | Députée        | Emmanuelle Hoffman | RE                 |   | 22 octobre 2024 | 2029          |
| Législatives | 14e circonscription - 16e ouest et sud                     | Député         | Joséphine Missoffe | RE                 |   | 22 octobre 2024 | 2029          |

### Mairie d'arrondissement

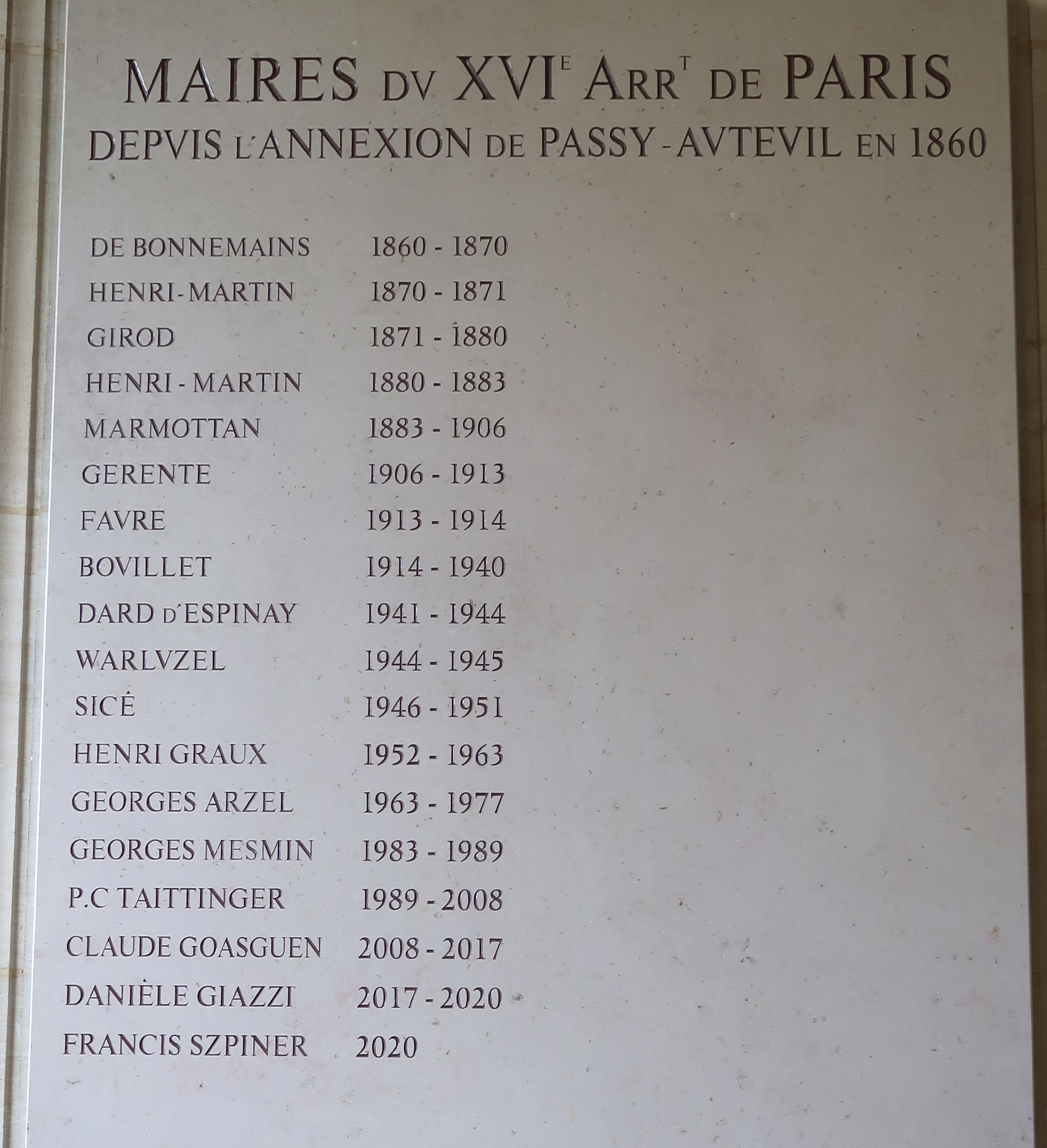

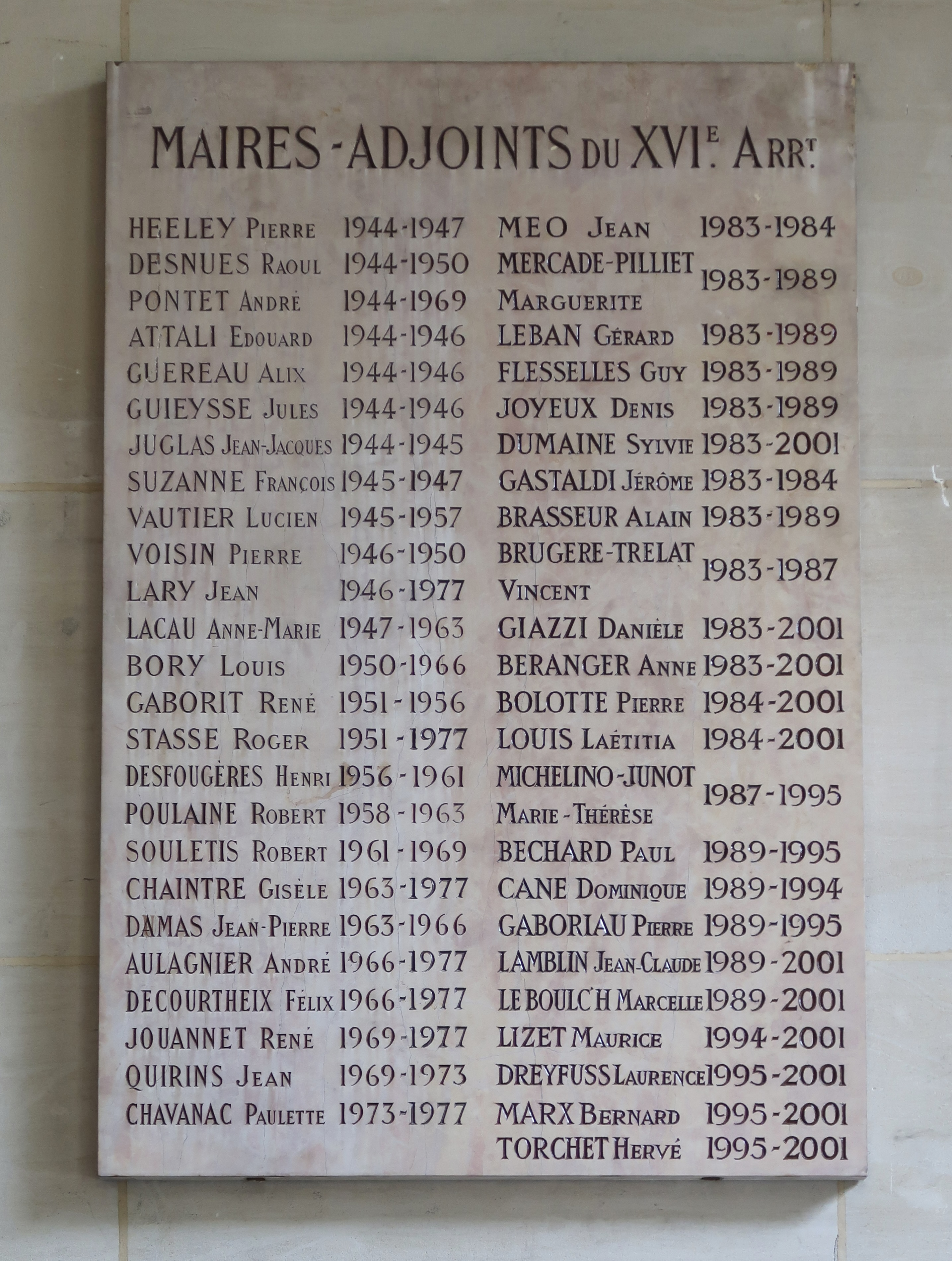

| Mandat    | Identité                                                                    |
| --------- | --------------------------------------------------------------------------- |
| 1860-1870 | Henri Pierre Édouard, baron de Bonnemains, chevalier de la Légion d'honneur |
| 1870-1871 | Henri Martin                                                                |
| 1871-1880 | Gustave Girod                                                               |
| 1880-1883 | Henri Martin                                                                |
| 1883-1906 | Henri Marmottan                                                             |
| 1906-1913 | Paul Gerente                                                                |
| 1913-1914 | M. Faure                                                                    |
| 1914-1940 | Pierre Bouillet                                                             |
| 1940-1944 | M. Dard d'Espinay                                                           |
| 1944-1945 | Gabriel Warluzel                                                            |
| 1946-1951 | Stanislas Sicé                                                              |
| 1952-1963 | Henry Graux                                                                 |
| 1963-1977 | Georges Arzel                                                               |

| Élection | Identité                    | Parti   | Notes                                                    |
| -------- | --------------------------- | ------- | -------------------------------------------------------- |
| 1983     | Georges Mesmin              | UDF     | Élu en 1983.                                             |
| 1989     | Pierre-Christian Taittinger | RPR/UMP | Élu en 1989, 1995 et 2001.                               |
| 2008     | Claude Goasguen             | UMP/LR  | Élu en 2008 et 2014.                                     |
| 2017     | Danièle Giazzi              | LR      | Élue après l'élection de son prédécesseur comme député.  |
| 2020     | Francis Szpiner             | LR      | Élu en 2020.                                             |
| 2023     | Jérémy Redler               | LR      | Élu après l'élection de son prédécesseur comme sénateur. |

### Représentation politique
(août 2025).
| Secteur       | Arrondissement | Conseillers de Paris | Conseillers de Paris | Conseillers de Paris | Conseillers d'arrondissement | Conseillers d'arrondissement | Conseillers d'arrondissement | Nombre d'élus par arrondissement | Nombre d'élus par arrondissement | Nombre d'élus par arrondissement | Habitants par conseiller de Paris | Habitants par conseiller de Paris |
| Secteur       | Arrondissement | de 1983 à 2014       | de 2014 à 2020       | depuis 2020          | avant 2014                   | de 2014 à 2020               | depuis 2020                  | avant 2014                       | de 2014 à 2020                   | depuis 2020                      | en 2015,                          | en 2021,                          |
| ------------- | -------------- | -------------------- | -------------------- | -------------------- | ---------------------------- | ---------------------------- | ---------------------------- | -------------------------------- | -------------------------------- | -------------------------------- | --------------------------------- | --------------------------------- |
| Paris Centre  | 1er            | 3                    | 1                    | 8                    | 10                           | 10                           | 16                           | 13                               | 11                               | 24                               | 16 545                            | 12 269                            |
| Paris Centre  | 2e             | 3                    | 2                    | 8                    | 10                           | 10                           | 16                           | 13                               | 12                               | 24                               | 10 398                            | 12 269                            |
| Paris Centre  | 3e             | 3                    | 3                    | 8                    | 10                           | 10                           | 16                           | 13                               | 13                               | 24                               | 11 683                            | 12 269                            |
| Paris Centre  | 4e             | 3                    | 2                    | 8                    | 10                           | 10                           | 16                           | 13                               | 12                               | 24                               | 13 573                            | 12 269                            |
| 5e            | 5e             | 4                    | 4                    | 4                    | 10                           | 10                           | 10                           | 14                               | 14                               | 14                               | 14 833                            | 14 210                            |
| 6e            | 6e             | 3                    | 3                    | 3                    | 10                           | 10                           | 10                           | 13                               | 13                               | 13                               | 14 143                            | 13 403                            |
| 7e            | 7e             | 5                    | 4                    | 4                    | 10                           | 10                           | 10                           | 15                               | 14                               | 14                               | 13 533                            | 11 987                            |
| 8e            | 8e             | 3                    | 3                    | 3                    | 10                           | 10                           | 10                           | 13                               | 13                               | 13                               | 12 231                            | 11 708                            |
| 9e            | 9e             | 4                    | 4                    | 4                    | 10                           | 10                           | 10                           | 14                               | 14                               | 14                               | 14 852                            | 14 738                            |
| 10e           | 10e            | 6                    | 7                    | 7                    | 12                           | 14                           | 14                           | 18                               | 21                               | 21                               | 13 110                            | 11 935                            |
| 11e           | 11e            | 11                   | 11                   | 11                   | 22                           | 22                           | 22                           | 33                               | 33                               | 33                               | 13 621                            | 12 962                            |
| 12e           | 12e            | 10                   | 10                   | 10                   | 20                           | 20                           | 20                           | 30                               | 30                               | 30                               | 14 234                            | 14 095                            |
| 13e           | 13e            | 13                   | 13                   | 13                   | 26                           | 26                           | 26                           | 39                               | 39                               | 39                               | 14 094                            | 13 719                            |
| 14e           | 14e            | 10                   | 10                   | 10                   | 20                           | 20                           | 20                           | 30                               | 30                               | 30                               | 13 999                            | 13 637                            |
| 15e           | 15e            | 17                   | 18                   | 18                   | 34                           | 36                           | 36                           | 51                               | 54                               | 54                               | 13 055                            | 12 653                            |
| 16e           | 16e            | 13                   | 13                   | 13                   | 26                           | 26                           | 26                           | 39                               | 39                               | 39                               | 12 730                            | 12 466                            |
| 17e           | 17e            | 13                   | 12                   | 12                   | 26                           | 24                           | 24                           | 39                               | 36                               | 36                               | 14 044                            | 13 701                            |
| 18e           | 18e            | 14                   | 15                   | 15                   | 28                           | 30                           | 30                           | 42                               | 45                               | 45                               | 13 172                            | 12 563                            |
| 19e           | 19e            | 12                   | 14                   | 14                   | 24                           | 28                           | 28                           | 36                               | 42                               | 42                               | 13 261                            | 12 973                            |
| 20e           | 20e            | 13                   | 14                   | 14                   | 26                           | 28                           | 28                           | 39                               | 42                               | 42                               | 13 968                            | 13 558                            |
| Nombre d'élus | Nombre d'élus  | 163                  | 163                  | 163                  | 354                          | 364                          | 340                          | 517                              | 527                              | 503                              | 13 537                            | 13 087                            |

- Sous-représentation supérieure de 5 % à la moyenne.
- Sur-représentation supérieure de 5 % à la moyenne.

### Conseillers de Paris du16earrondissement
À la suite des élections de 2014, les 13 élus au Conseil de Paris sont : 
- groupe « Les Républicains » : Michèle Assouline, Pierre Auriacombe, Julie Boillot, Céline Boulay-Espéronnier, Stéphane Capliez, Grégoire Chertok, Pierre Gaboriau, Danièle Giazzi et Claude Goasguen ;
- groupe « UDI-MoDem » : Éric Hélard, Ann-Katrin Jégo et Béatrice Lecouturier ;
- groupe « socialiste et apparentés » : Thomas Lauret.

À la suite des élections de juin 2020, les 13 conseillers de Paris élus dans le 16e arrondissement sont :
- Au titre de la liste d’Union de la droite : Francis Szpiner (également maire d'arrondissement), David Alphand, Samia Badat-Karam, Véronique Baldini, Antoine Beauquier, Sandrine Boëlle (également députée), Véronique Bucaille, Stéphane Capliez, Béatrice Lecouturier, Emmanuel Messas, Aurélie Pirillo et Jérémy Redler.
- Au titre de la liste d’Union du centre : Hannah Sebbah

### Députés
L'arrondissement est divisé en deux circonscriptions législatives, les 4e et 14e circonscriptions de Paris.
Elles correspondent respectivement aux parties nord et sud de l'arrondissement, et dont les députées sont respectivement Emmanuelle Hoffman et Joséphine Missoffe.
| Mandat      | Identité               | Parti        |
| ----------- | ---------------------- | ------------ |
| 1958-1962   | Henri Karcher          | UNR          |
| 1962-1968   | Bernard Lepeu          | UNR          |
| 1968-1975   | Paul Stehlin           | UNR          |
| 1975-2004   | Gilbert Gantier        | UDF          |
| 2004-2017   | Bernard Debré          | app. UDF/UMP |
| 2017-2022   | Brigitte Kuster        | LR           |
| 2022-2024   | Astrid Panosyan-Bouvet | RE           |
| Depuis 2024 | Emmanuelle Hoffman     | RE           |

| Mandat      | Identité              | Parti         |
| ----------- | --------------------- | ------------- |
| 1958-1963   | Michel Habib-Deloncle | UNR           |
| 1963-1967   | Odette Launay         | UNR           |
| 1967-1973   | Michel Habib-Deloncle | UNR           |
| 1973-1997   | Georges Mesmin        | UDF           |
| 1997-2020   | Claude Goasguen       | UDF/DL/UMP/LR |
| 2020-2022   | Sandra Boëlle         | LR            |
| 2022-2024   | Benjamin Haddad       | RE            |
| Depuis 2024 | Joséphine Missoffe    | RE            |

### Politique nationale
Lors du premier tour de l'élection présidentielle de 2007, Nicolas Sarkozy arriva largement en tête des candidats dans l'arrondissement avec 64,02 % des voix devant François Bayrou (16,43 %), Ségolène Royal (11,27 %) et Jean-Marie Le Pen (4,43 %).
Au second tour, le 6 mai 2007, Nicolas Sarkozy y obtint 80,81 % des voix (dont 84,41 % dans la 15e circonscription) contre 19,19 % à Ségolène Royal, soit le meilleur score obtenu par lui dans les arrondissements de la ville (50,19 %).
Cette tendance est confirmée le 22 avril 2012 avec un score de 64,85 % des voix pour Nicolas Sarkozy au premier tour de l'élection présidentielle de 2012.
| Scrutin             | Scrutin             | 1er tour | 1er tour | 1er tour | 1er tour | 1er tour | 1er tour | 1er tour | 1er tour  | 1er tour | 1er tour | 1er tour | 1er tour | 2d tour | 2d tour | 2d tour | 2d tour | 2d tour | 2d tour |
| Scrutin             | Scrutin             | 1er      | 1er      | %        | 2e       | 2e       | %        | 3e       | 3e        | %        | 4e       | 4e       | %        | 1er     | 1er     | %       | 2e      | 2e      | %       |
| ------------------- | ------------------- | -------- | -------- | -------- | -------- | -------- | -------- | -------- | --------- | -------- | -------- | -------- | -------- | ------- | ------- | ------- | ------- | ------- | ------- |
| Présidentielle 2017 | Présidentielle 2017 |          | LR       | 58,45    |          | EM       | 26,65    |          | LFI       | 5,40     |          | FN       | 4,09     |         | EM      | 87,37   |         | FN      | 12,63   |
| Présidentielle 2022 | Présidentielle 2022 |          | LREM     | 46,75    |          | REC      | 17,48    |          | LR        | 13,81    |          | LFI      | 9,02     |         | LREM    | 81,90   |         | RN      | 18,10   |
| Législatives 2022   | 14e                 |          | LREM-Ens | 39,27    |          | LR       | 33,28    |          | LFI-Nupes | 11,45    |          | REC      | 10,36    |         | LREM    | 53,23   |         | LR      | 46,77   |
| Législatives 2024   | 14e                 |          | Ren-Ens  | 47,71    |          | LR       | 17,70    |          | LR-RN     | 17,56    |          | LFI-NFP  | 13,93    |         | Ren     | 72,33   |         | LR-RN   | 27,67   |

## Démographie
En 2006, l'arrondissement était peuplé de 153 920 habitants sur 791 hectares, soit 19 459 hab./km2 (bois de Boulogne exclu).
| Année (recensement national) | Population | Densité (hab. par km2) | Croissance annuelle depuis le dernier recensement |
| ---------------------------- | ---------- | ---------------------- | ------------------------------------------------- |
| 1861                         | 36 728     | 4 643                  |                                                   |
| 1866                         | 42 187     | 5 333                  | + 14,86 %                                         |
| 1881                         | 63 596     | 8 040                  | + 50,74 %                                         |
| 1901                         | 115 344    | 14 582                 | + 81,36 %                                         |
| 1911                         | 150 174    | 18 985                 | + 30,20 %                                         |
| 1936                         | 192 900    | 24 487                 | + 28,45 %                                         |
| 1962 (pic de population)     | 227 418    | 28 985                 | + 17,89 %                                         |
| 1968                         | 214 120    | 27 290                 | - 5,84 %                                          |
| 1975                         | 193 590    | 24 674                 | - 9,58 %                                          |
| 1982                         | 179 446    | 22 871                 | - 7,30 %                                          |
| 1990                         | 169 863    | 21 650                 | - 5,34 %                                          |
| 1999                         | 161 773    | 20 452                 | - 4,76 %                                          |
| 2006                         | 153 920    | 19 459                 | - 4,85 %                                          |
| 2011                         | 169 942    | 21 484                 |                                                   |
| 2017                         | 168 554    | 21 308                 |                                                   |
| 2020                         | 162 820    |                        | -3,45 %                                           |
| 2021                         | 162 061    | 20 400                 |                                                   |

Note : Le Bois de Boulogne est exclu dans le calcul de la densité

### Population par quartier
- Population du Quartier d'Auteuil (superficie : 303 hectares)

| Année | Population | Densité (hab. par km²) | Croissance annuelle depuis le dernier recensement |
| ----- | ---------- | ---------------------- | ------------------------------------------------- |
| 1861  | 6 545      | 2 160                  | création                                          |
| 1881  | 12 514     | 4 130                  | + 91,20 %                                         |
| 1901  | 21 200     | 6 997                  | + 69,41 %                                         |
| 1911  | 39 010     | 12 875                 | + 84,01 %                                         |
| 1936  | 71 200     | 23 498                 | + 82,52 %                                         |
| 1962  | 89 300     | 29 472                 | + 25,42 %                                         |
| 1975  | 76 050     | 25 099                 | - 14,84 %                                         |
| 1999  | 67 900     | 22 409                 | - 10,72 %                                         |

- Population du quartier de la Muette (superficie : 204 hectares)

| Année | Population | Densité (hab. par km²) | Croissance annuelle depuis le dernier recensement |
| ----- | ---------- | ---------------------- | ------------------------------------------------- |
| 1861  | 12 818     | 6 283                  | création                                          |
| 1881  | 19 946     | 9 777                  | + 55,61 %                                         |
| 1901  | 31 126     | 15 528                 | + 56,05 %                                         |
| 1911  | 42 140     | 20 657                 | + 35,39 %                                         |
| 1936  | 55 800     | 27 353                 | + 32,42 %                                         |
| 1962  | 61 300     | 30 049                 | + 9,86 %                                          |
| 1975  | 54 800     | 26 863                 | - 10,60 %                                         |
| 1999  | 45 200     | 22 157                 | - 17,52 %                                         |

- Population du quartier de la Porte-Dauphine (superficie :141 hectares)

| Année | Population | Densité (hab. par km²) | Croissance annuelle depuis le dernier recensement |
| ----- | ---------- | ---------------------- | ------------------------------------------------- |
| 1861  | 3 403      | 2 674                  | création                                          |
| 1881  | 10 408     | 7 382                  | + 176 %                                           |
| 1901  | 25 479     | 18 070                 | + 144,80 %                                        |
| 1911  | 30 496     | 21 628                 | + 19,69 %                                         |
| 1936  | 31 700     | 22 482                 | + 3,95 %                                          |
| 1962  | 38 070     | 27 000                 | + 20,09 %                                         |
| 1975  | 34 600     | 24 539                 | - 9,11 %                                          |
| 1999  | 27 400     | 19 433                 | - 20,81 %                                         |

- Population du quartier de Chaillot (superficie : 142 hectares)

| Année | Population | Densité (hab. par km²) | Croissance annuelle depuis le dernier recensement |
| ----- | ---------- | ---------------------- | ------------------------------------------------- |
| 1861  | 13 594     | 9 573                  | création                                          |
| 1881  | 20 728     | 14 597                 | + 52,48 %                                         |
| 1901  | 37 539     | 26 436                 | + 81,10 %                                         |
| 1911  | 38 528     | 27 132                 | + 2,63 %                                          |
| 1936  | 34 200     | 24 085                 | - 11,23 %                                         |
| 1962  | 38 748     | 27 287                 | + 13,30 %                                         |
| 1975  | 27 740     | 19 535                 | - 28,41 %                                         |
| 1999  | 21 273     | 14 981                 | - 23,31 %                                         |

Les densités des quartiers, très éloignées en 1860, se sont rapprochées, l'arrondissement devenant plus homogène.
Le quartier de Chaillot avait la densité la plus élevée en 1860 car son territoire comprend l'ancien village de Chaillot inclus dans la ville de Paris avant l'annexion et la partie est de la plaine de Passy dont l'urbanisation s'était amorcée à cette date. Sa progression est relativement la moins rapide et c'est celui où la décroissance est la plus précoce (maximum 1911 puis stagnation jusqu'en 1962) et la plus forte.
Le quartier de la Porte Dauphine qui correspond à la partie ouest du lotissement de la plaine de Passy encore peu construite en 1860 a connu la progression la plus rapide jusqu'en 1900. La forte diminution démographique depuis 1962 ainsi que celle du quartier Chaillot est due au développement tertiaire avec implantation de sièges sociaux, de banques d'affaires  et d'ambassades.
Le territoire du quartier de la Muette est celui de l'ancien village de Passy qui s'était rapidement développé à partir des années 1830 était devenu en 1860 une petite ville avec des réserves foncières plus importantes que celles du quartier Chaillot mais plus limitées que celles des quartiers  de la porte Dauphine et d'Auteuil, ce qui explique une croissance démographique plus modérée jusqu'en 1900. Celle-ci se poursuit assez régulièrement jusqu'en 1936 par construction d'immeubles de rapport à la place de maisons basses et par les lotissements au cours de l'entre-deux-guerres de l'ancien domaine de l'hôtel de Lamballe et du parc du château de la Muette).
Le territoire du quartier d'Auteuil qui est celui de l'ancien village puis commune d'Auteuil amputé en 1860 du hameau de Billancourt était encore en grande partie rural à son annexion à Paris. Sa croissance permise par les lotissements de réserves foncières jusque dans la période de l'entre-deux-guerres, par exemple celui du parc de l'ancien château de la Tuilerie, est particulièrement forte de 1900 à 1936,.

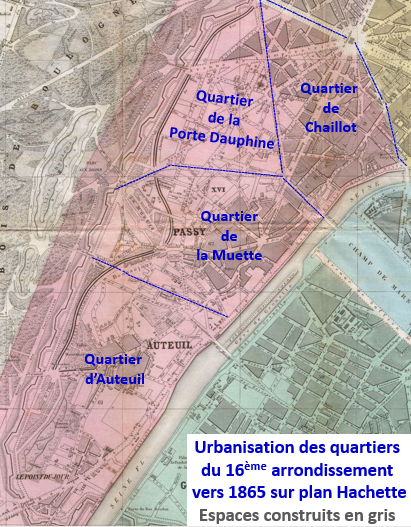

### Revenus par habitant

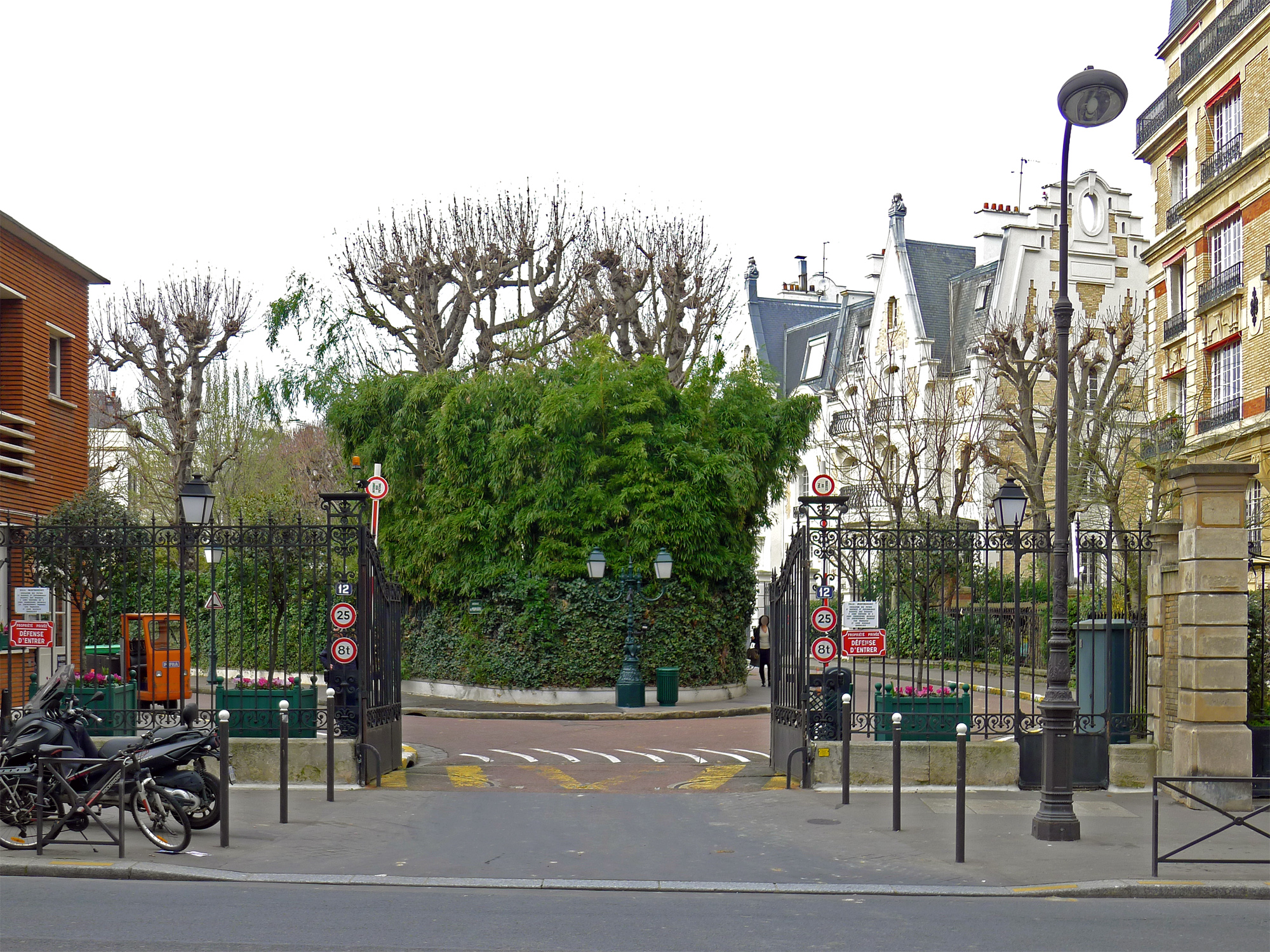
Entrée de la villa Montmorency, la plus grande « gated community » de l'arrondissement.

Le 16e arrondissement reste, dans l'imaginaire collectif, une image du « ghetto de riches », où la grande bourgeoisie chercherait à cultiver l'entre-soi et la clôture sociale. Il est indubitable que ces quartiers comportent une concentration particulièrement importante de grosses fortunes et de contributeurs de l'ISF : en 2011, on estime que dans ce quartier, environ un foyer sur dix paie l'ISF. Des données plus récentes, issues de la Direction générale des finances publiques, indiquent en 2015 un nombre de 14369 redevables possédant un patrimoine moyen de 4 194 198 euros et payant en moyenne 21 473 euros d'ISF. De même, les nombreuses voies privées, souvent fermées de grilles et parfois soumises à un gardiennage strict, peuvent donner une image de résidence fermée (il y en a plus que dans n'importe quel autre arrondissement de la capitale). Début 2016, on compte également 37 % d'appartements de quatre pièces ou plus contre 22 % à Paris, et 5 % de logements sociaux contre 19 % à Paris. En fait, l'arrondissement n'est plus le plus cher de la capitale depuis les années 1950. Un certain nombre d'indicateurs témoignent d'ailleurs d'une réelle mixité sociale que la vitrine huppée de ce secteur de la capitale peut, trop souvent, occulter. Le patrimoine moyen des redevables à l'ISF est d'ailleurs moins élevé dans le 16e arrondissement que dans le 7e arrondissement, le 8e arrondissement et Neuilly-sur-Seine, tout comme le revenu moyen annuel des habitants ; néanmoins, le revenu médian y est beaucoup plus élevé que celui de la France et de Paris. Ainsi en 2011, le revenu fiscal médian par ménage était de 48 745 €, ce qui place le 16e arrondissement au 3e rang parmi les 20 arrondissements de Paris.
Le recensement de 1999 a montré la présence de nombreux artisans et commerçants (11 %), ainsi que des professions intermédiaires (17 %). Même dans le quartier très prestigieux de la Porte Dauphine, qu'on connaît plus pour son emblématique avenue Foch, près de 30 % des actifs sont des employés ou ouvriers, ce qui est plus élevé que la moyenne de l'arrondissement (28 %). L'arrondissement se distingue enfin par une forte proportion de personnes âgées (28 %) et mariées, son faible taux de célibataires et par un net penchant politique vers la droite (à l'élection présidentielle de 2012, le candidat UMP Nicolas Sarkozy y a obtenu 78 % des voix).
Selon l'Observatoire des inégalités, le 16e arrondissement de Paris est l'une des communes abritant la population aux plus hauts revenus de France. Le 16e arrondissement de Paris se classe au 5e rang des communes de plus de 20 000 habitants en France où « les riches sont les plus riches » avec un niveau de vie annuel (revenus après impôts pour une personne seule) minimum des 10 % les plus riches de 114 940 euros en 2019.

## Bâtiments et installations

### Monuments et lieux remarquables
- Cimetière de Passy
- Maison de Balzac
- Maison de la Radio
- Palais de Chaillot
- Palais de Tokyo
- Palais Rose de l'avenue Foch (disparu)
- Castel Béranger
- Hôtel Guimard
- Hôtel Mezzara

### Bâtiments officiels
- Le siège mondial de l'OCDE se trouve dans le 16e arrondissement, au niveau de la porte de la Muette. Il borde le jardin du Ranelagh.

L'arrondissement compte plus de 90 représentations diplomatiques, soit plus de 40 % des représentations diplomatiques présentes en France.
- Le consulat et l’ambassade d’Afghanistan
- L’ambassade d’Albanie
- Le consulat d'Algérie
- L’ambassade d’Andorre
- L’ambassade d’Angola
- L’ambassade d’Argentine
- La mission permanente de l’Autriche auprès de l’OCDE
- L'ambassade d'Azerbaïdjan
- L’ambassade de Bahreïn
- L’ambassade du Bangladesh
- La représentation permanente de la Belgique auprès de l’OCDE
- L’ambassade de Biélorussie
- L’ambassade du Bénin
- L’ambassade de Bolivie
- L’ambassade de Brunei
- L’ambassade du Cambodge
- L’ambassade du Cameroun
- L'ambassade de République centrafricaine
- L’ambassade de Chypre
- L'ambassade des Comores
- L'ambassade du Congo
- L’ambassade de Côte d'Ivoire
- L’ambassade de la Croatie
- L’ambassade du Danemark
- L’ambassade de Djibouti
- L’ambassade et consulat général d’Égypte
- L’ambassade d’Espagne
- L’ambassade du Gabon
- L’ambassade du Ghana
- L’ambassade de Géorgie
- L’ambassade de Grèce
- L’ambassade de Guinée
- L’ambassade du Honduras
- L'ambassade de Hongrie
- La délégation commerciale de Hongrie
- La délégation permanente de Hongrie auprès de l’OCDE
- L’ambassade d’Inde
- L’ambassade d’Indonésie
- L’ambassade d’Irak
- L’ambassade d'Iran
- L’ambassade d’Irlande
- L’ambassade d’Islande
- Le consulat général d’Italie
- Le consulat de la Jamaïque
- L’ambassade du Kenya
- L’ambassade de l’État du Koweït
- L’ambassade du Laos
- L’ambassade de Lettonie
- L’ambassade du Liban
- L’ambassade de Macédoine du Nord
- L’ambassade de Madagascar
- L’ambassade de Malaisie
- L’ambassade du Maroc
- L’ambassade de Mauritanie
- L’ambassade du Mexique
- L’ambassade de Moldavie
- L’ambassade de Monaco
- L’ambassade de Namibie
- L’ambassade du Nicaragua
- L’ambassade du Niger
- L’ambassade du Nigeria
- L’ambassade d'Oman
- L’ambassade d’Ouganda
- L’ambassade du Pérou
- L’ambassade des Philippines
- La représentation permanente de Pologne auprès de l’OCDE
- L’ambassade de Pologne (service économique et commercial)
- L’ambassade du Portugal
- L’Office du commerce et du tourisme du Portugal
- La délégation générale du Québec
- L’ambassade de Russie
- L’ambassade du Salvador
- Le consulat du Sénégal
- L’ambassade de Serbie
- L’ambassade des Seychelles
- L’ambassade de Slovaquie
- L’ambassade de la Slovénie
- L'ambassade de Somalie
- L’ambassade du Soudan
- L’ambassade du Sri Lanka
- La délégation permanente de la Suède auprès de l’OCDE
- Le Bureau de représentation de Taipei en France
- L’ambassade de Tanzanie
- L’ambassade du Tchad
- L’ambassade de Thaïlande
- Le consulat général de Tunisie
- L’ambassade du Turkménistan
- L’ambassade de Turquie
- L'ambassade d'Uruguay
- Le consulat de l’Uruguay
- La Nonciature apostolique
- L’ambassade du Venezuela
- L’ambassade du Viêt Nam
- L’ambassade du Yémen

### Hôpitaux
- Hôpital Sainte-Périne - Rossini - Chardon-Lagache
- Hôpital Henri-Dunant
- Clinique de la Muette - Ramsay Santé
- Clinique Jouvenet - Ramsay Santé

- Clinique esthétique Alphand
- Clinique Bizet
- Clinique Drouot-Rémusat
- Clinique médicale et pédagogique Édouard-Rist
- Clinique de la Tour
- Clinique du Trocadéro - Hexagone Santé
- Clinique Victor-Hugo

### Établissements scolaires et universitaires
- Université Paris-Dauphine
- IUT de Paris, rattaché à l'université Paris V
- ESPE de Paris, rattaché à Sorbonne Université

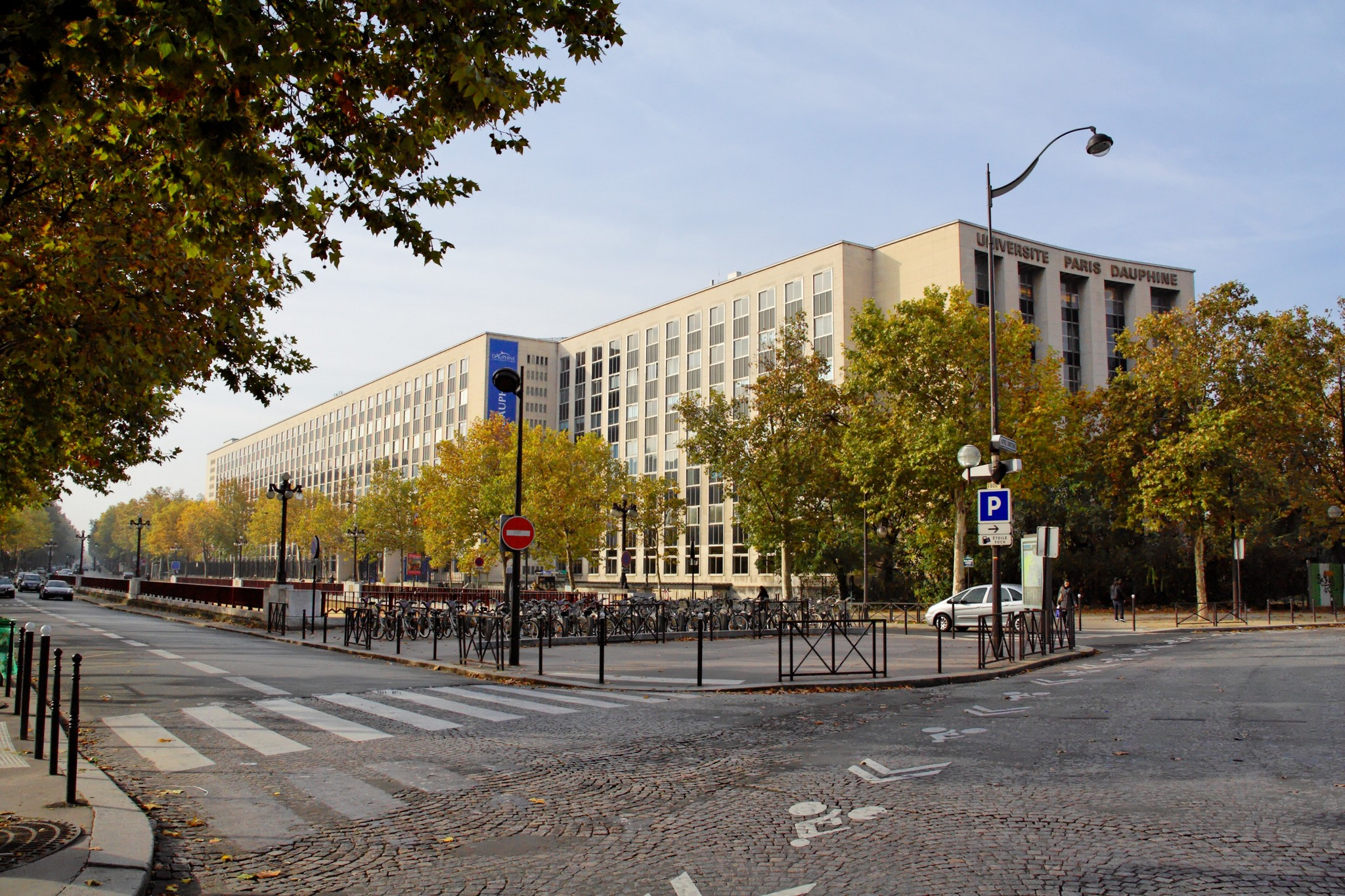
L'université Paris-Dauphine, porte Dauphine
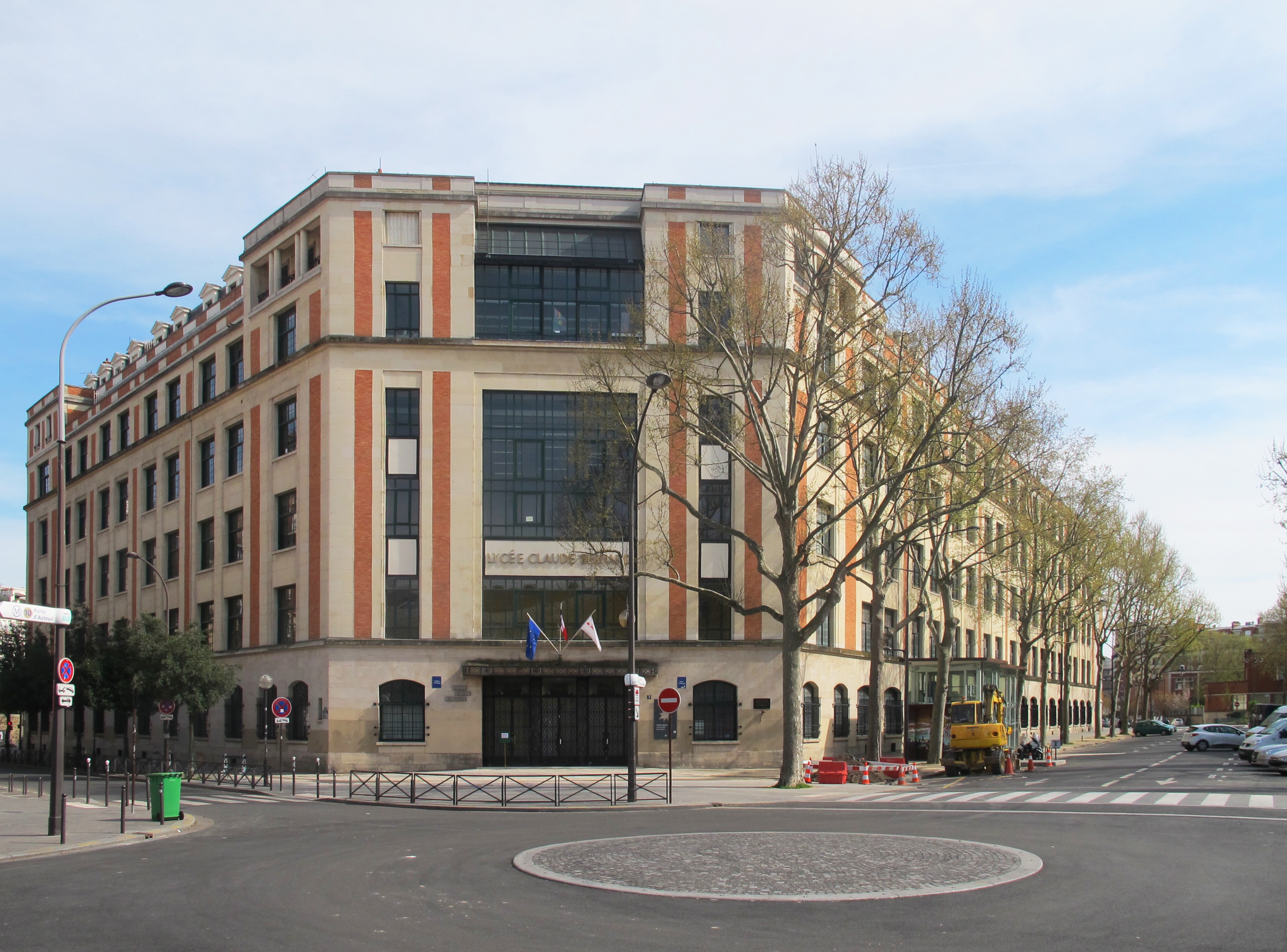
Le lycée Claude-Bernard.
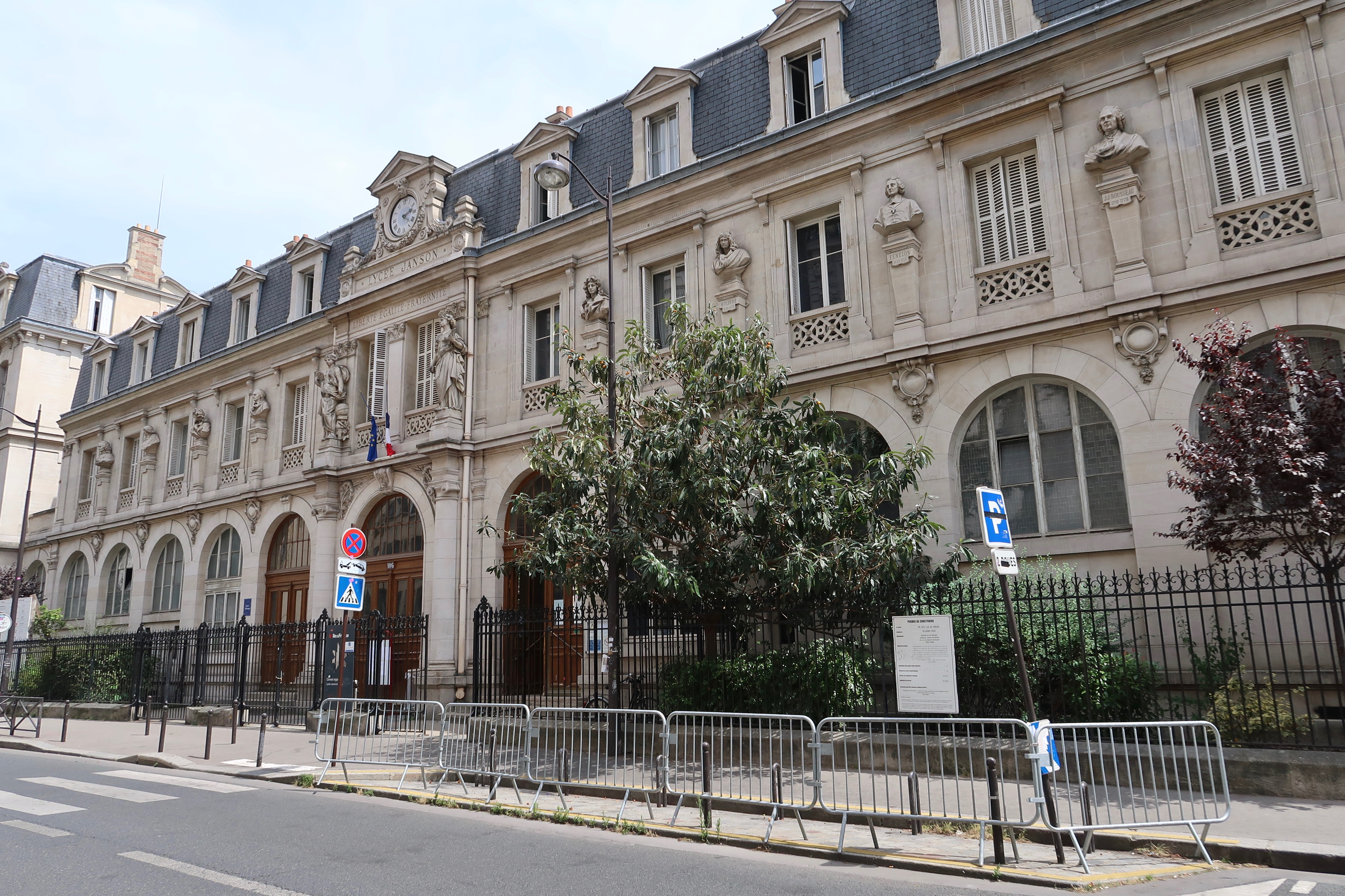
Le lycée Janson-de-Sailly.
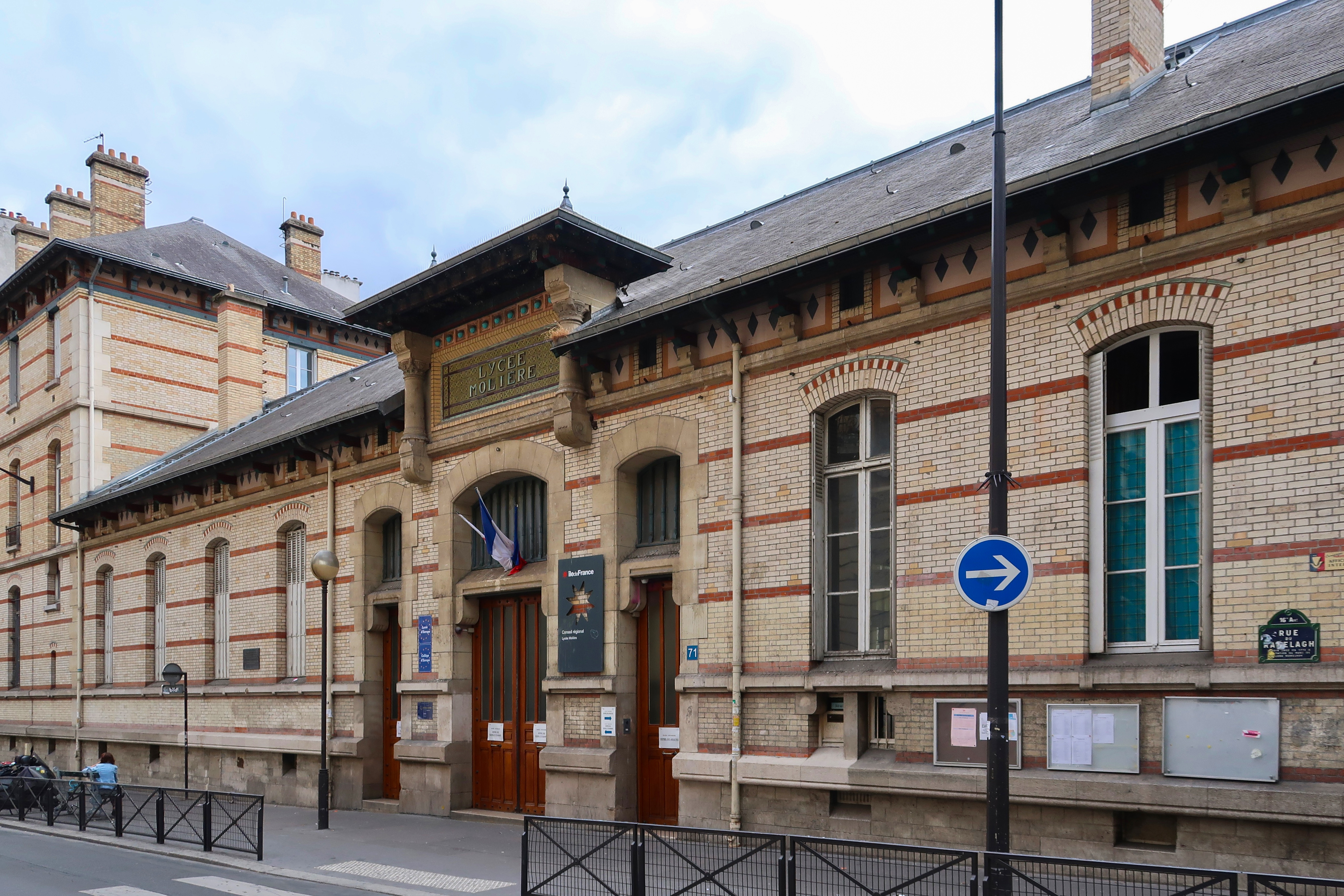
Le lycée Molière.
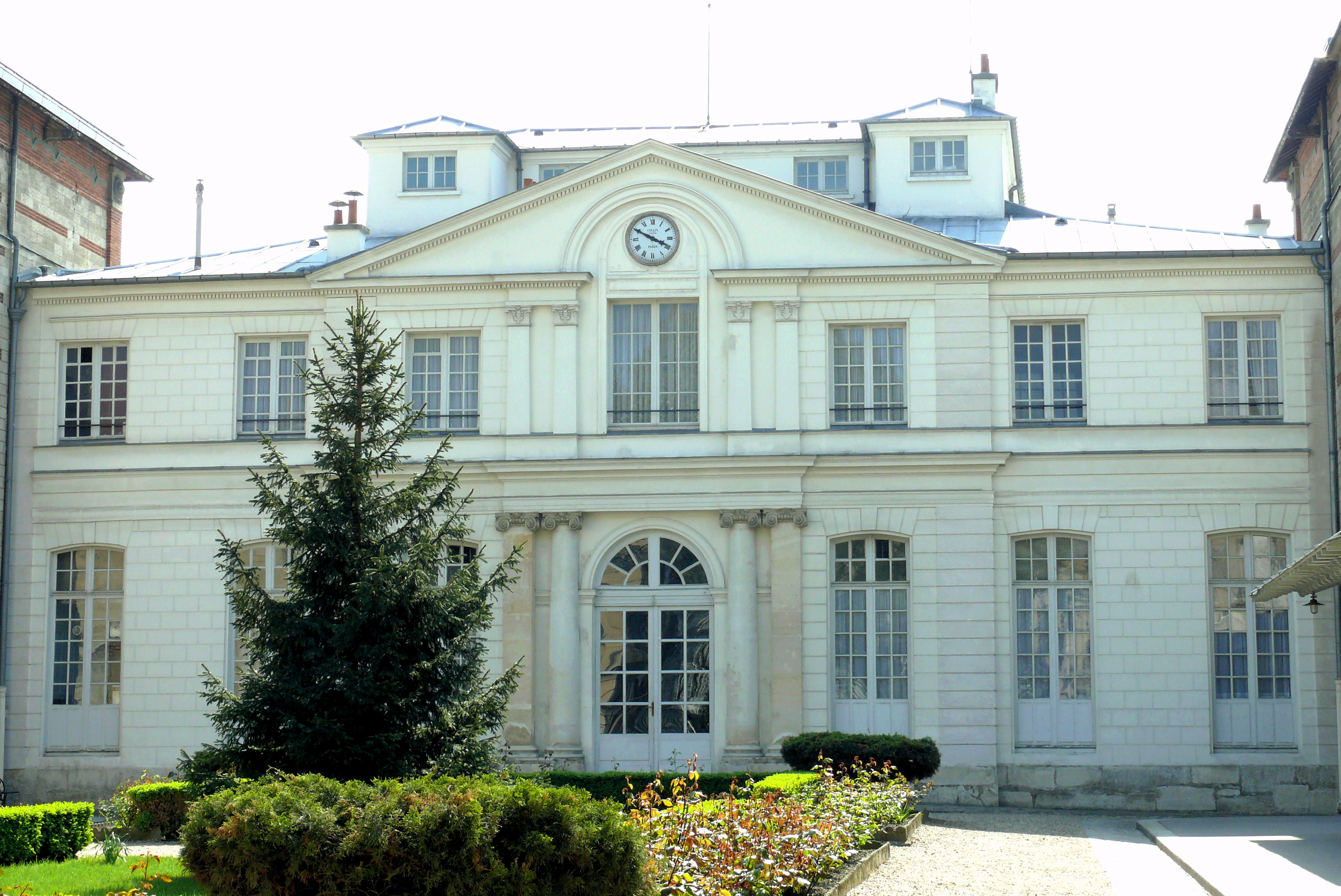
Le lycée Jean-Baptiste-Say.
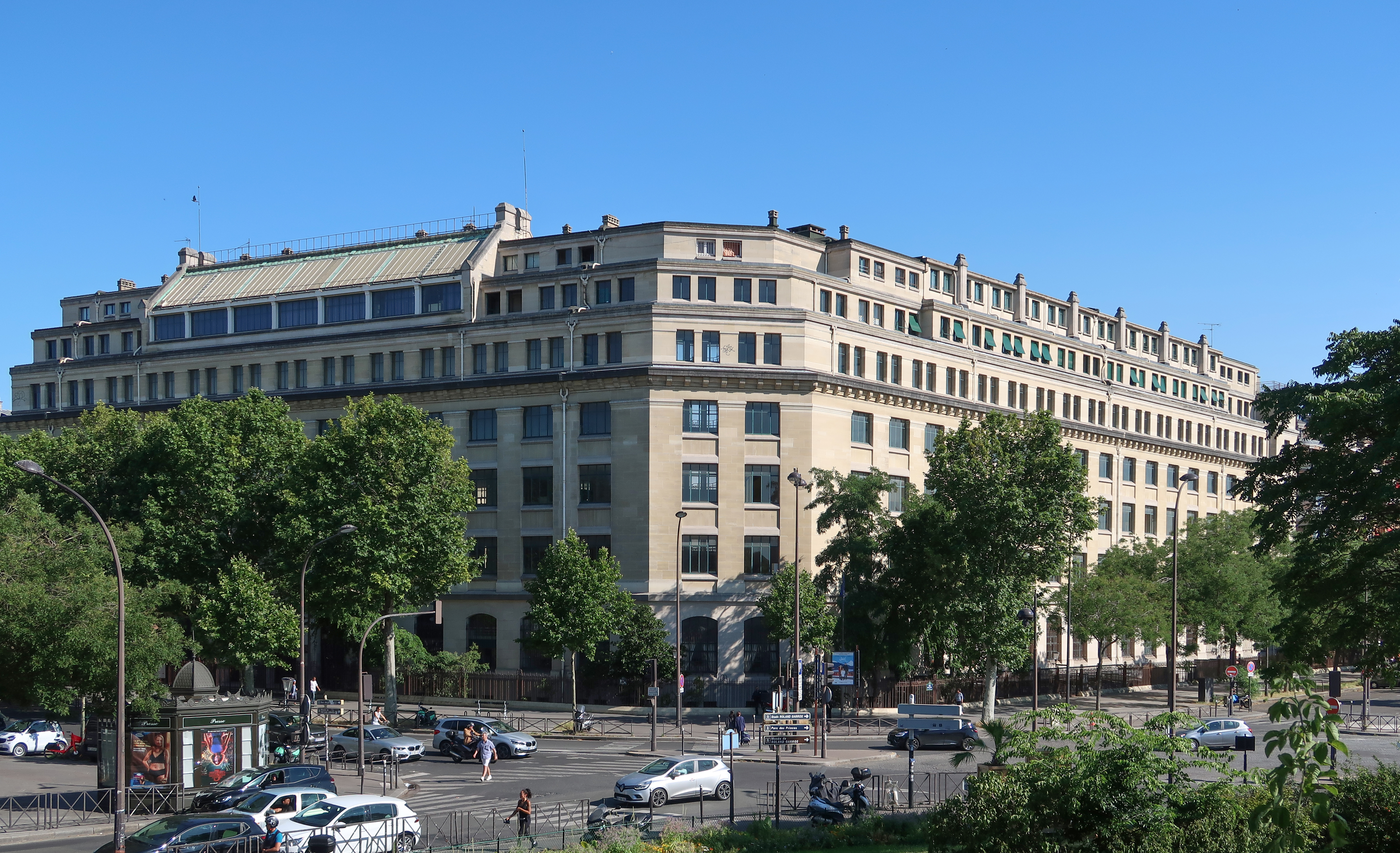
Le lycée Jean-de-la-Fontaine.
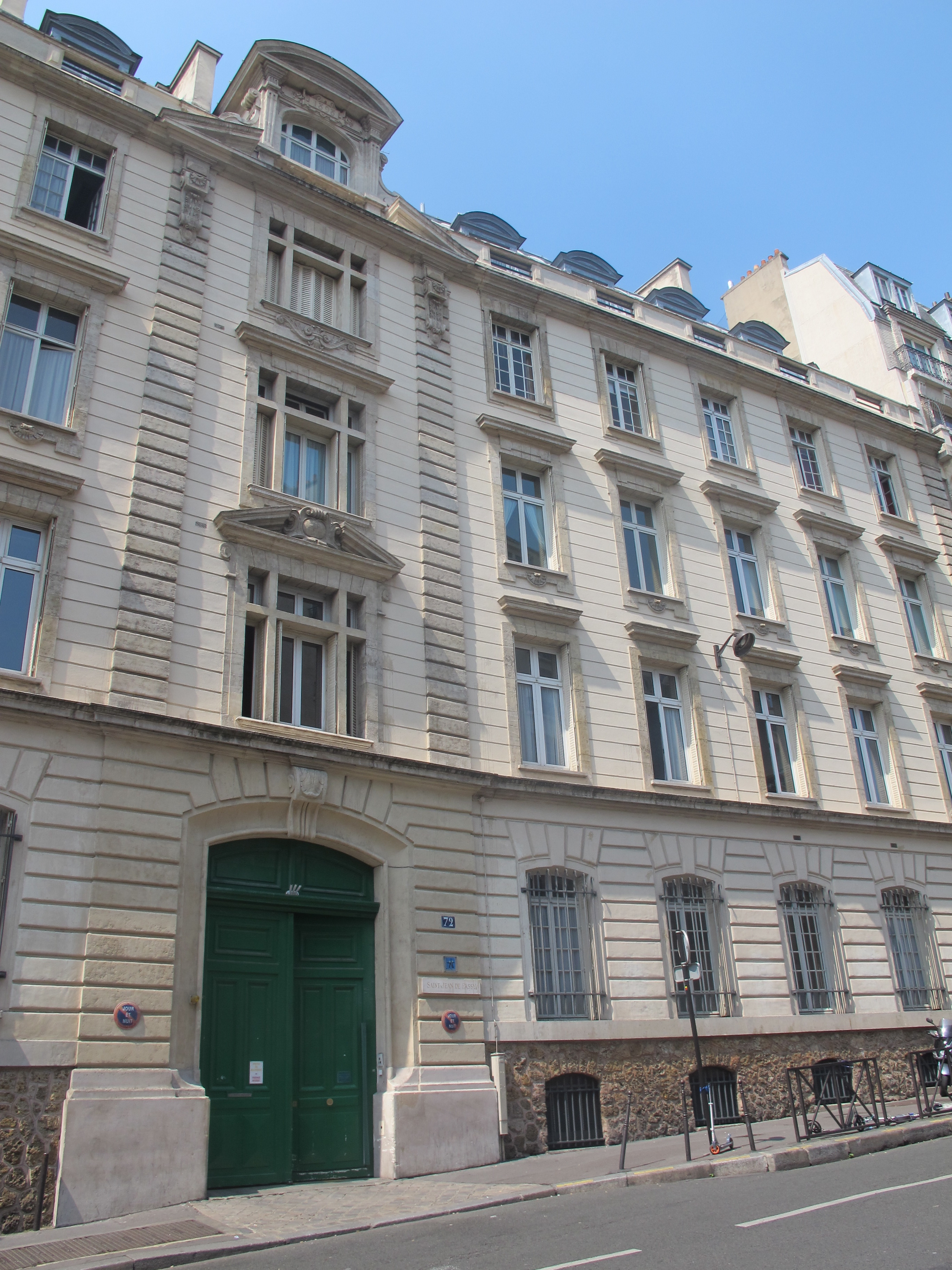
Le lycée Saint-Jean-de-Passy.
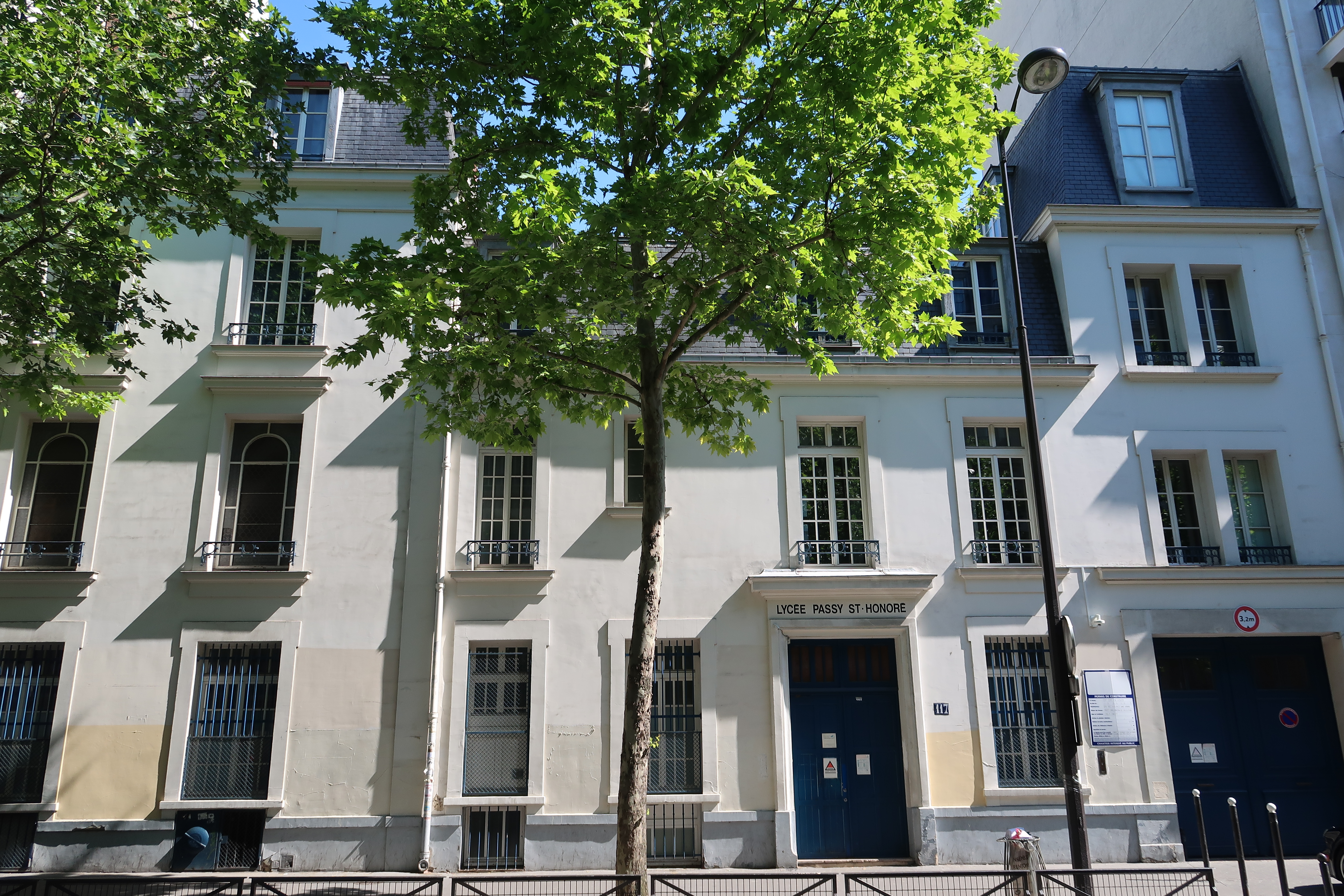
Le lycée Passy-Saint-Honoré.
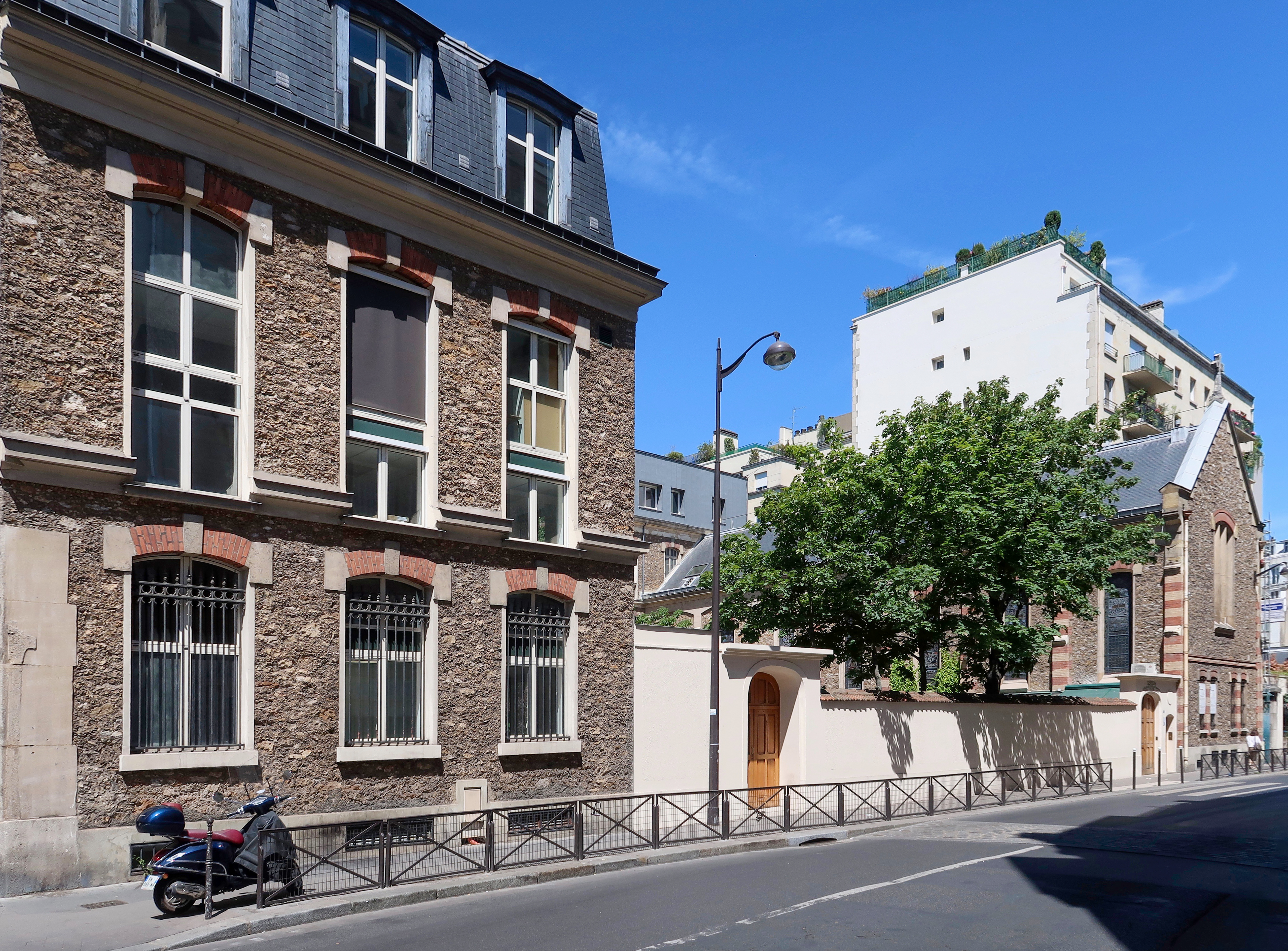
Le lycée Gerson.
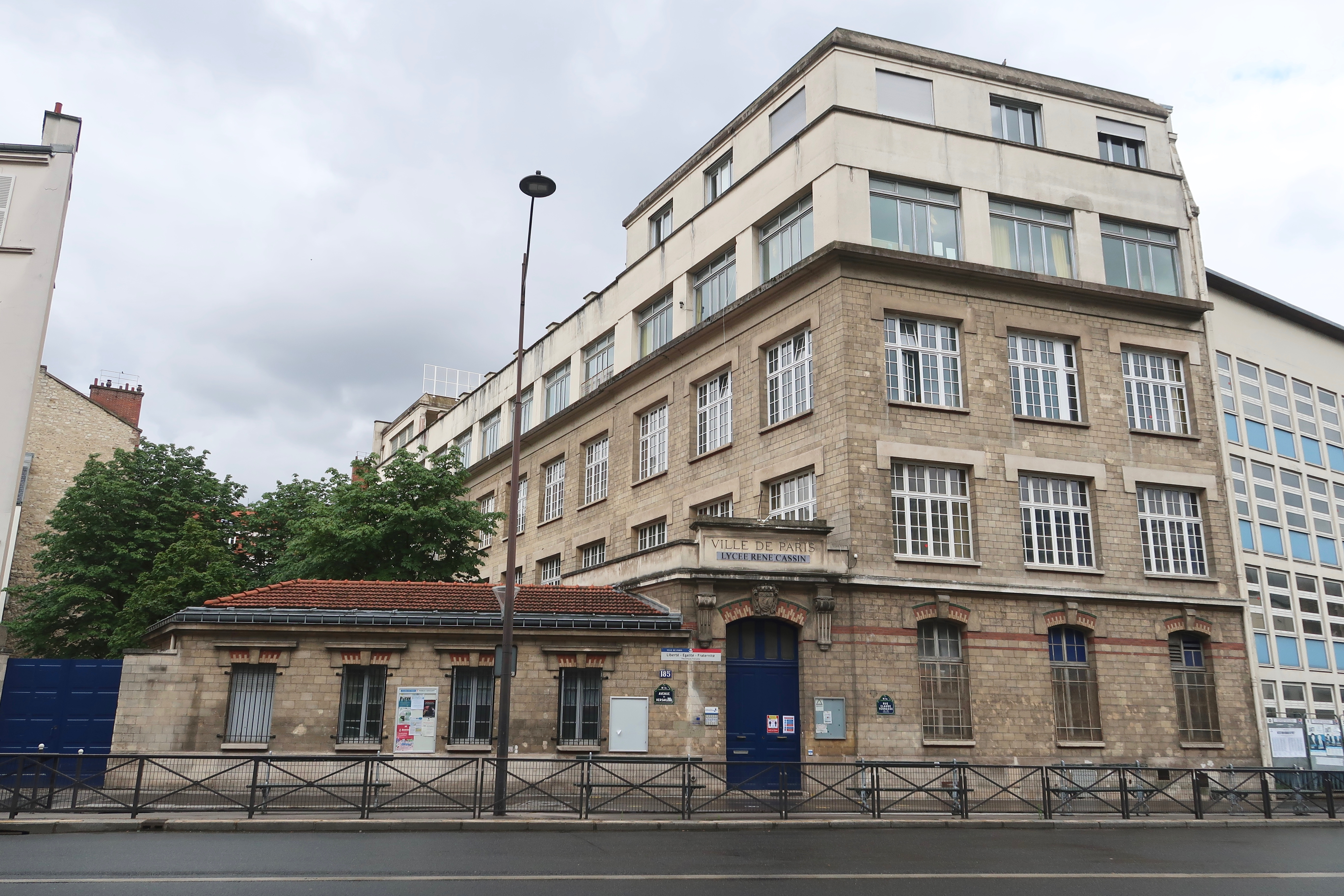
Le lycée professionnel René-Cassin.
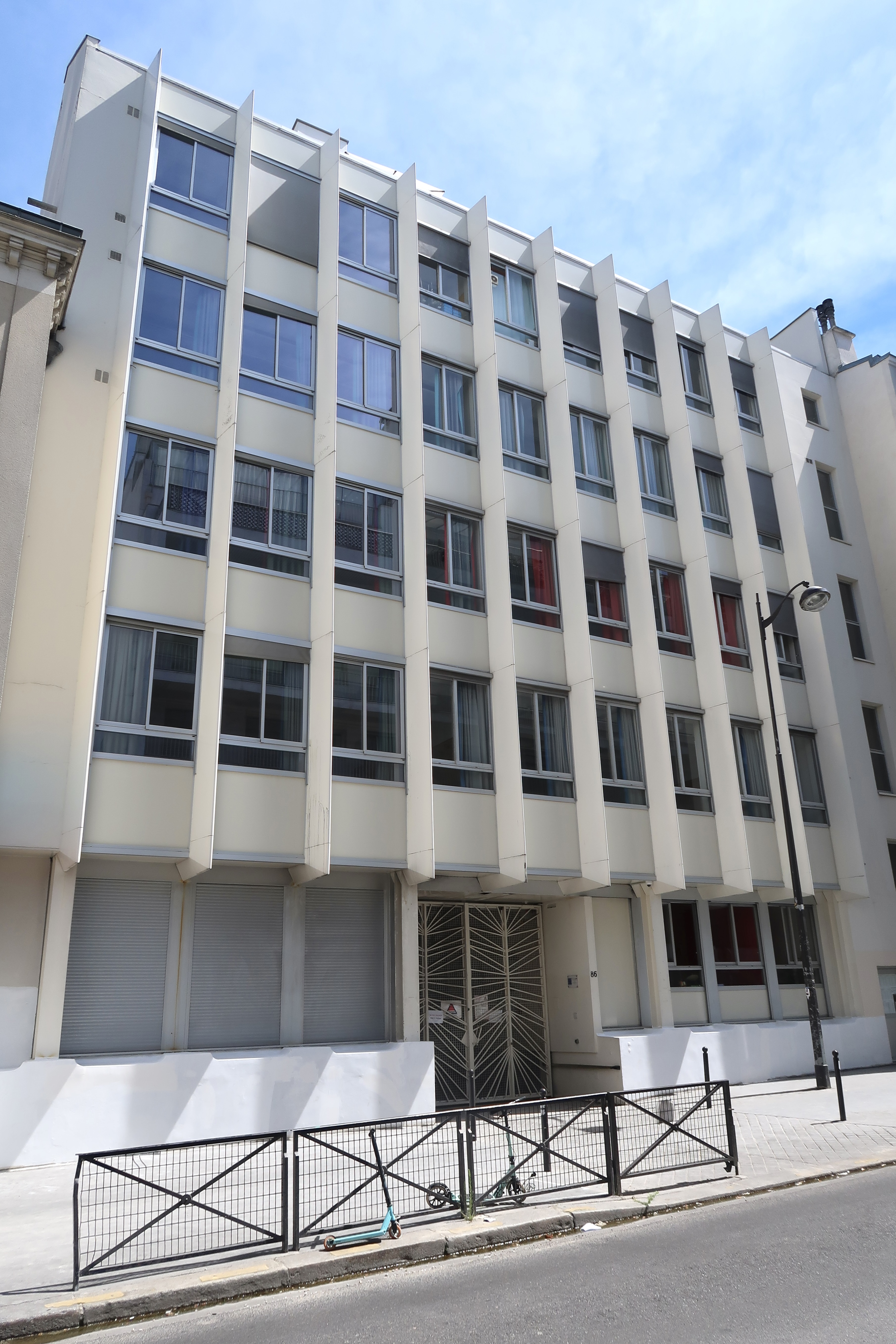
L'Institut de la Tour.
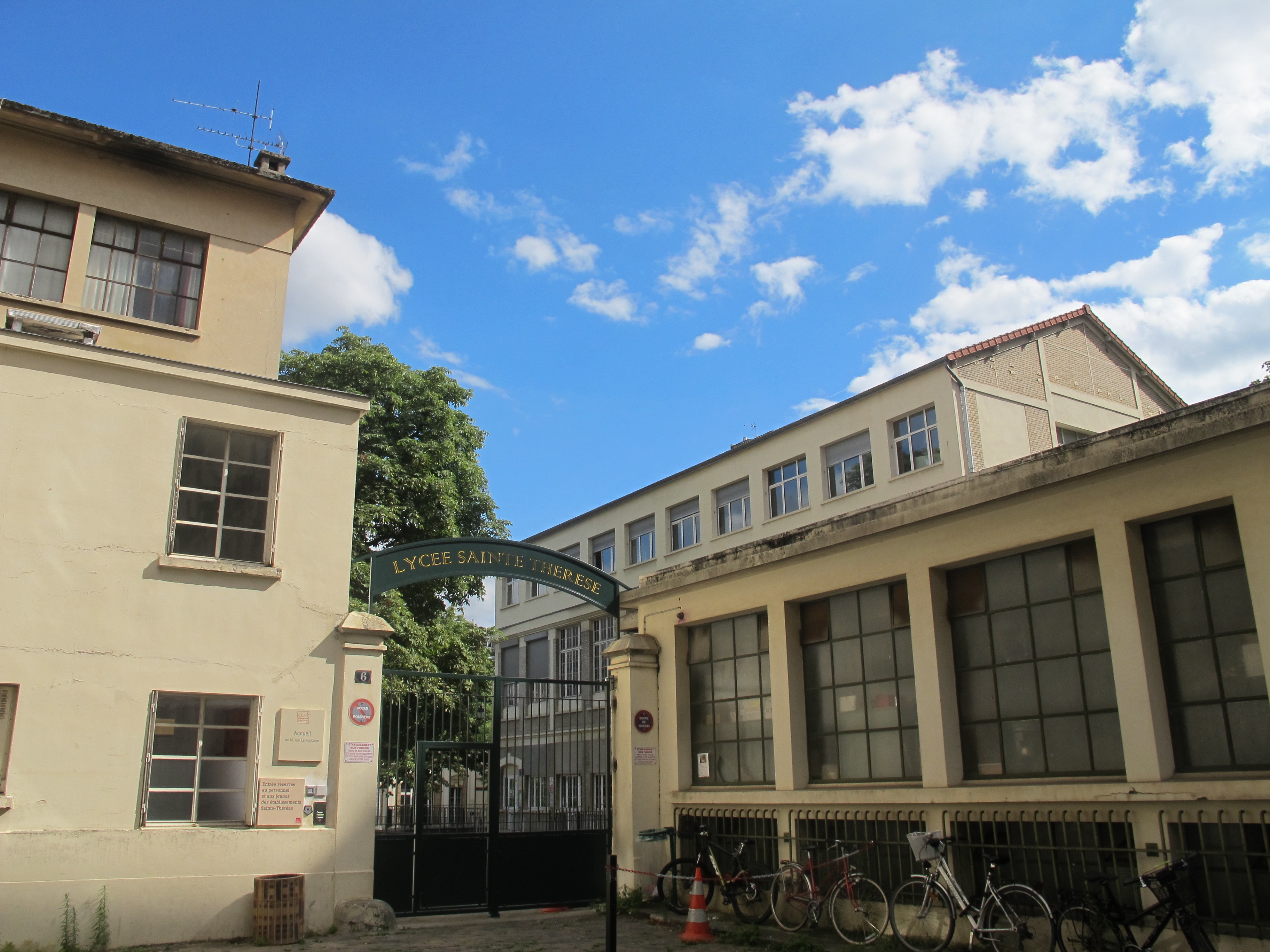
Le lycée Sainte-Thérèse.
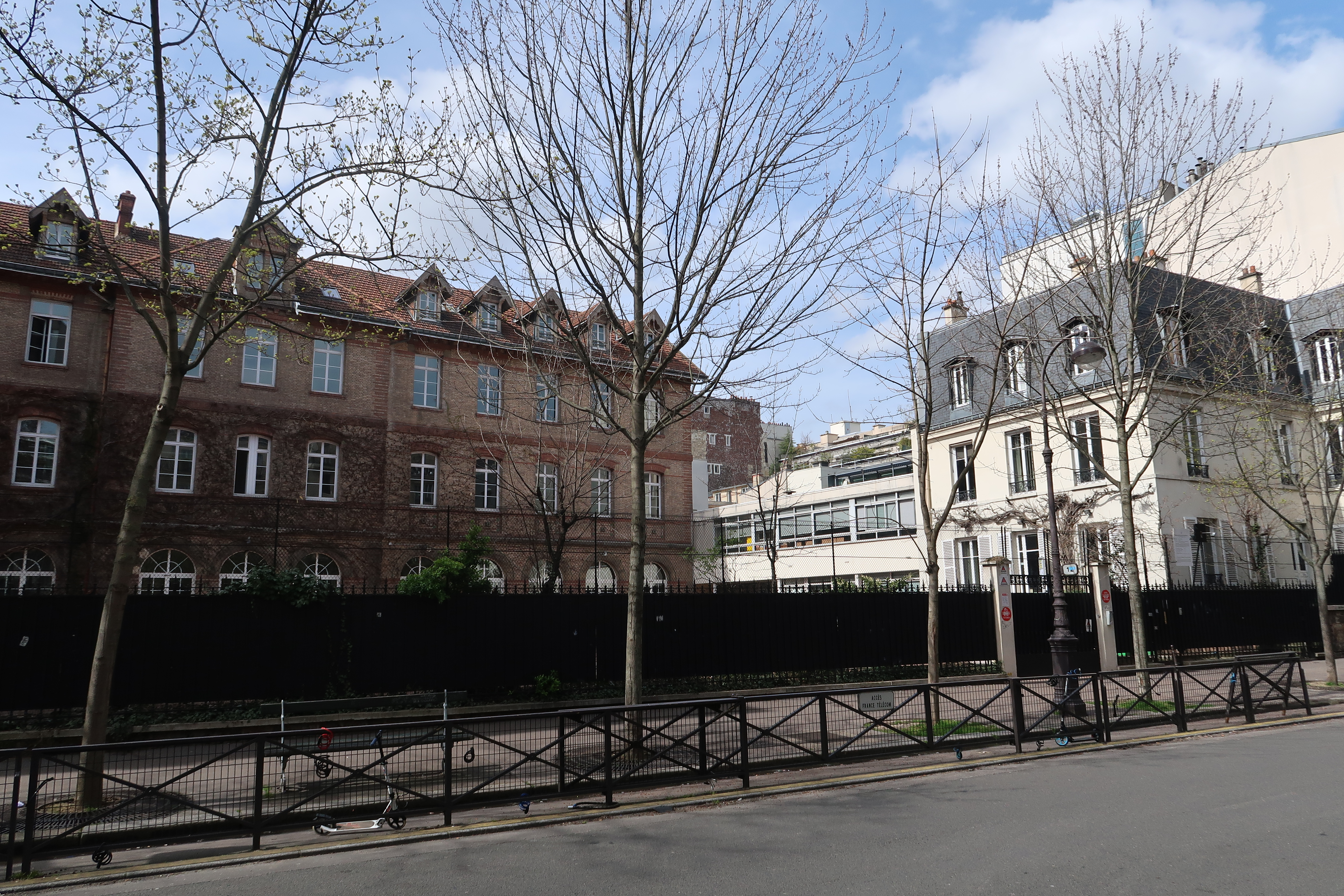
Le lycée Notre-Dame-des-Oiseaux.
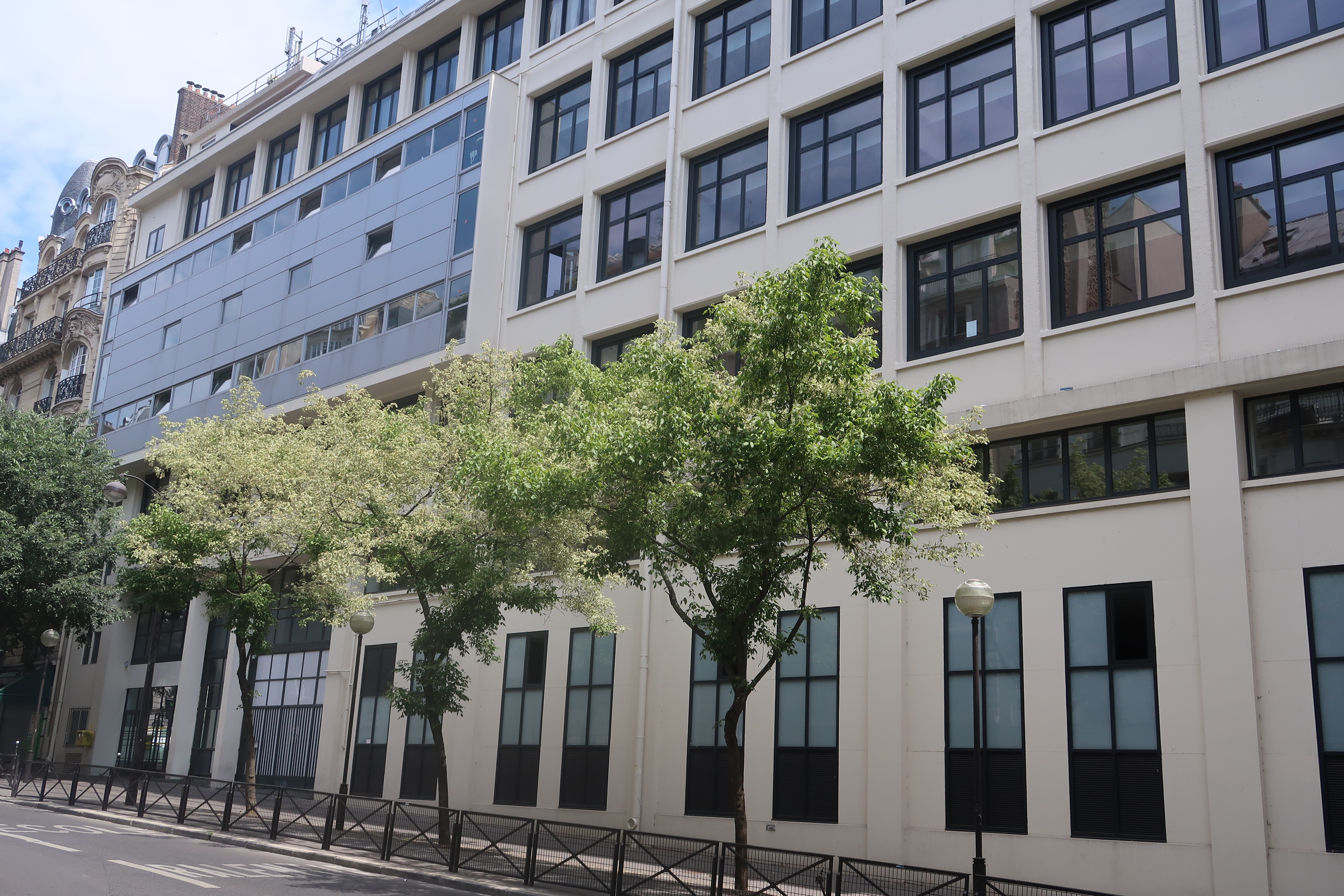
Le lycée Saint-Louis-de-Gonzague.

#### Enseignement public
L'arrondissement compte :
- 16 maternelles publiques;
- 16 écoles primaires publiques :
- 7 collèges et lycées dont un lycée d'enseignement professionnel un lycée d'enseignement commercial, René-Cassin, et cinq collèges/lycées publics, Janson-de-Sailly, Jean-Baptiste-Say, La Fontaine, Molière et Claude-Bernard.

#### Enseignement privé sous contrat
L'arrondissement compte :
- 4 maternelles privées ;
- 12 écoles primaires privées ;
- 2 collèges privés ;
- 1 lycée privé ;
- 8 collèges/lycées privés (dont le lycée Saint-Jean-de-Passy, le lycée Gerson, le lycée LaTour, le lycée Saint-Louis-de-Gonzague, le lycée de l'Assomption et l'École Pascal)

#### Enseignement privé hors contrat
L'arrondissement compte :
- 1 maternelle privée hors contrat ;
- 2 écoles primaires privées hors contrat ;
- 2 collèges privés hors contrat ;
- 2 lycées privés hors contrat.

### Lieux de cultes

#### Églises catholiques
L'arrondissement compte :
- 8 églises catholiques (Notre-Dame de Grâce de Passy, Notre-Dame de l'Assomption de Passy, Saint-Honoré d'Eylau, Saint-Pierre de Chaillot, Notre-Dame d'Auteuil, Sainte-Jeanne de Chantal, Saint-François de Molitor) ;
- 5 chapelles (Notre-Dame-du-Saint-Sacrement, Sainte-Bernadette, Sainte-Thérèse-Orphelins d'Auteuil, couvent des Carmes, couvent Marie-Réparatrice)

ainsi que l'abbaye Sainte-Marie de Paris.

#### Églises catholiques orientales
Il y en a deux, suivant le rite byzantin : l'église de la Très-Sainte-Trinité (Église grecque-catholique russe) et l'église Saint-Georges (Église grecque-catholique roumaine).

#### Églises orthodoxes
Il y en a trois dans l'arrondissement : 
- Saint-Étienne (Église orthodoxe grecque) ;
- Église orthodoxe de Tous-les-Saints-de-la-Terre-Russe (ru) ;
- Église Notre-Dame-du-Signe.

#### Missions catholiques étrangères
Il y en a une espagnole (Mission du Cœur immaculé de Marie) et une allemande (Mission Saint-Albert le Grand).

#### Synagogues
Il y en a deux (Union libérale israélite de France et Culte traditionnel israélite).

#### Temples protestants
Il y en a deux de confession réformée, le temple protestant de l'Annonciation et le temple protestant d'Auteuil.
Il y a aussi une église anglicane, l'église Saint-Georges.

### Complexes sportifs

#### Stades

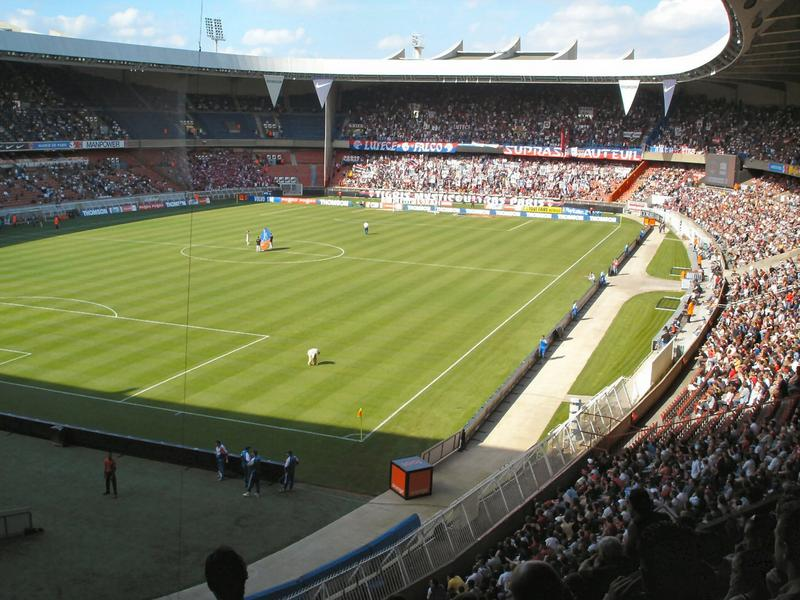
Parc des Princes.

- Parc des Princes
- Stade Roland-Garros
- Stade Jean-Bouin

#### Hippodromes
- Hippodrome d'Auteuil
- Hippodrome de Longchamp

### Trinquet et fronton
- Trinquet Chiquito de Cambo

### Espaces verts
Le 16e arrondissement comprend, hors bois de Boulogne, 52 hectares d'espaces verts, pour 31 squares et jardins.

#### Parcs et bois

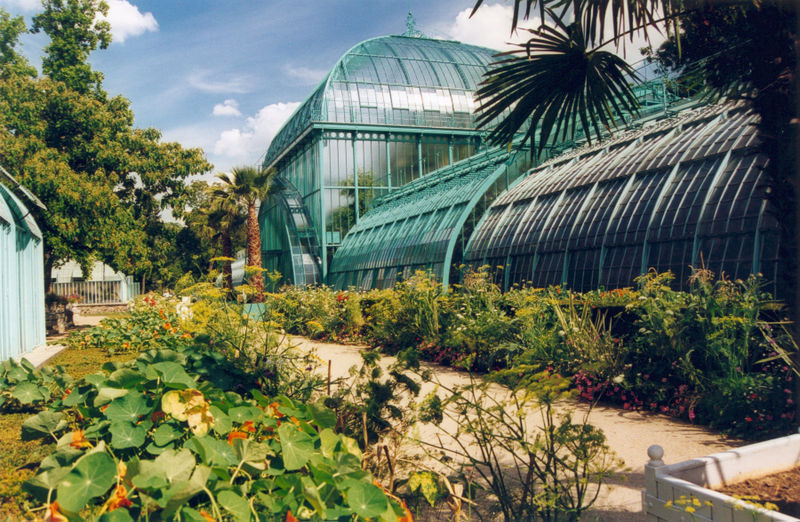
Les serres d'Auteuil.

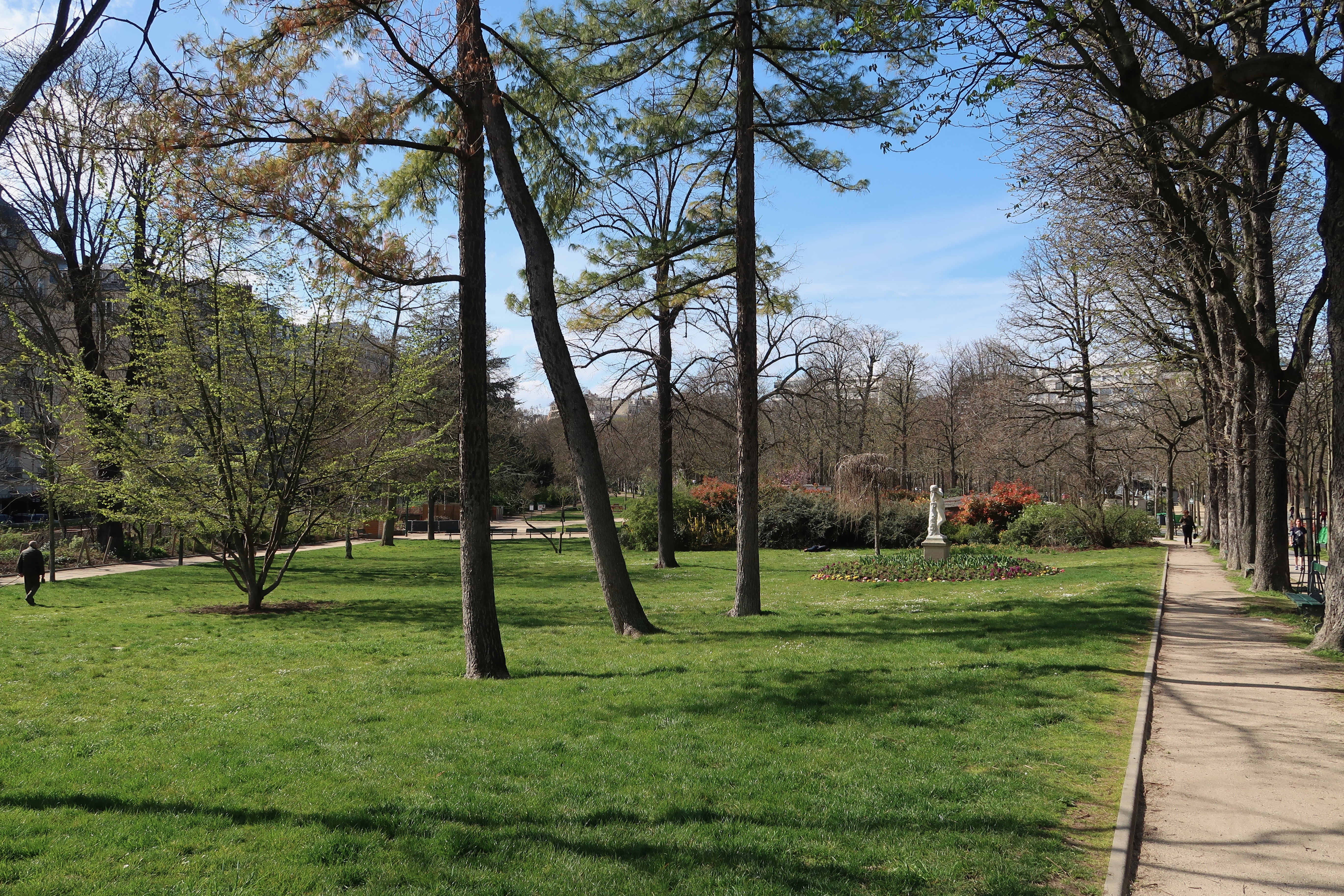
Jardin du Ranelagh.

- Bois de Boulogne
- Parc de Bagatelle (roseraie)
- Parc de Passy
- Parc Sainte-Périne

#### Jardins
- Jardin d'acclimatation
- Jardin Alexandre-Soljenitsyne
- Jardins de l'Avenue-Foch

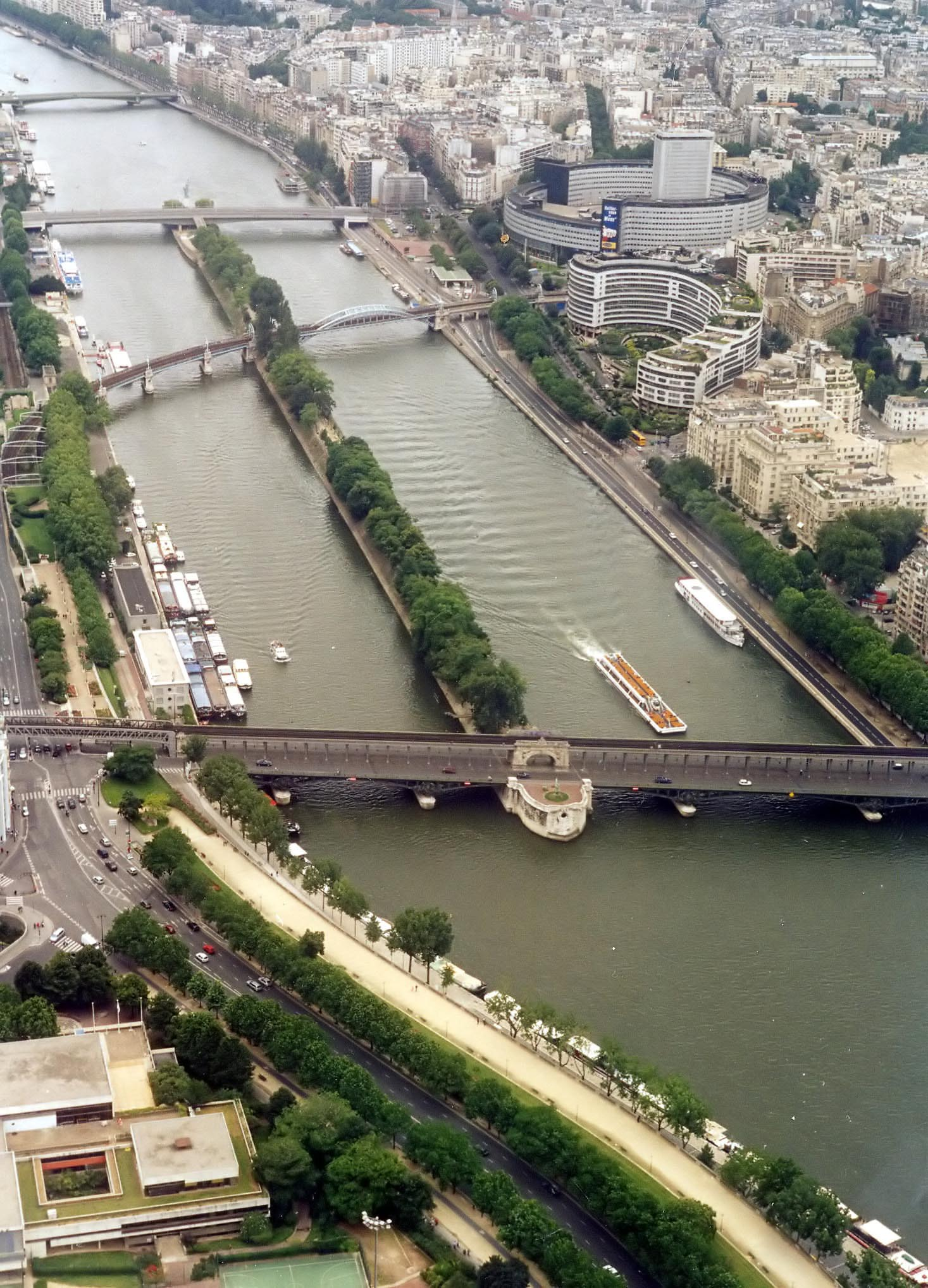
Île aux Cygnes (relève du 15e arrondissement).

- Jardin Christiane-Desroches-Noblecourt
- Jardin Claude-Debussy
- Jardin de l'Église-Sainte-Jeanne-de-Chantal
- Jardin de la Fondation-d'Auteuil
- Jardin des Poètes (ou square des Poètes)
- Jardin de la Porte-de-Saint-Cloud et square Roger-Coquoin
- Jardin du rond-point de la Porte-de-Saint-Cloud
- Jardin du Pré-Catelan
- Jardin du Ranelagh
- Jardin des serres d'Auteuil
- Jardins du Trocadéro

#### Squares
- Square Alexandre-et-René-Parodi
- Square Alexandre-Ier-de-Yougoslavie
- Square Alfred-Capus
- Square Anna-de-Noailles
- Square des Écrivains-Combattants-Morts-pour-la-France
- Square du Général-Anselin
- Square Henri-Collet
- Square Henry-Bataille
- Square Jan-Doornik
- Square Lamartine
- Square du Palais-Galliera
- Square de Passy
- Square Robert-Schuman
- Square du Tchad
- Square Thomas-Jefferson
- Square Tolstoï
- Square de Yorktown

#### Autre
- Petite Ceinture du 16e

### Marchés
L'arrondissement compte six marchés de plein air : Auteuil, Gros-La-Fontaine (ex - Avenue de Versailles), Point du Jour, Président Wilson, Amiral Bruix et Porte Molitor (ex- Exelmans).
L'arrondissement compte également deux marchés couverts : Saint-Didier et le Marché de Passy.

## Économie et tourisme

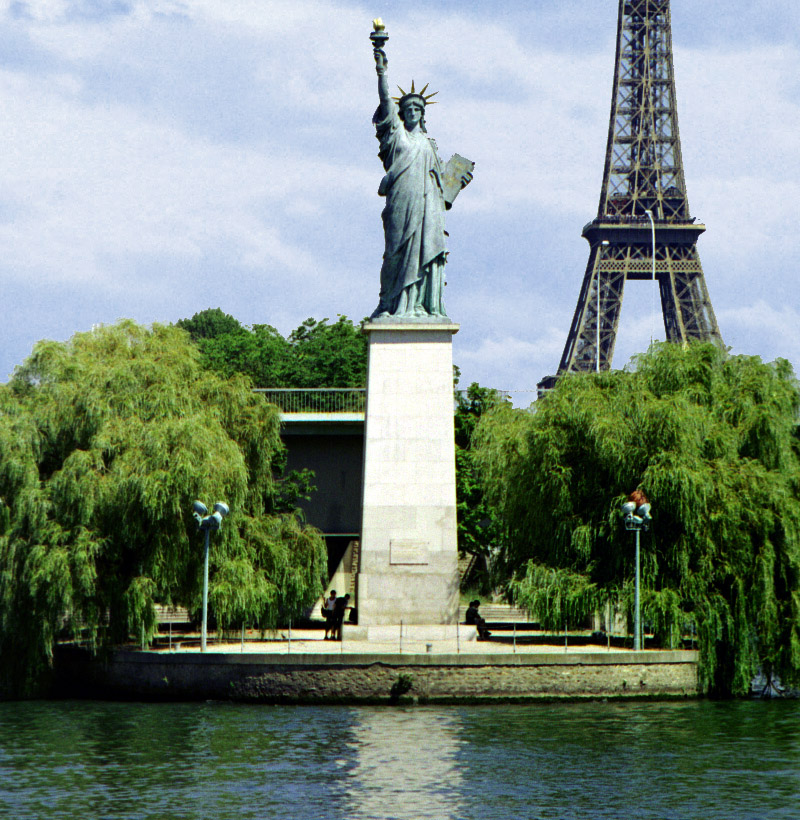
Réplique de la statue de la Liberté, sur l'île aux Cygnes.

Au 1er janvier 2006, l'arrondissement comptait 26 909 entreprises, soit 8,7 % des entreprises actives à Paris (+ 4,5 % en un an). Les trois secteurs dominants sont :
- l'immobilier et la location (48,27 % des entreprises) ;
- les services aux entreprises (22,77 %) ;
- le commerce (11,35 %).

La structure des sociétés est répartie de la façon suivante :
- 41,5 % de sociétés civiles ;
- 36 % de SARL ;
- 12,5 % de sociétés par actions actives.

La moyenne des entrepreneurs de l'arrondissement est de 51 ans (- 2 ans et 8 mois en un an) dont 26,4 % de femmes, chiffre supérieur à la moyenne parisienne qui est de 24,68 %. 89 % des nouveaux entrepreneurs sont français, chiffre très nettement supérieur à la moyenne parisienne qui est de 83,55 %. Les défaillances d'entreprises ont diminué de 18,5 % en un an.
Le nombre de créations d'entreprises a diminué de 2,6 % en 2005, par rapport à 2004, atteignant ainsi les 2 347 entreprises créées en un an. La durée de vie moyenne des entreprises est de 9 ans et 7 mois (10 ans et 3 mois en moyenne à Paris).
1 401 entreprises ont disparu de l'arrondissement en 2005 soit 5,21 % des entreprises actives de l'arrondissement. Parmi celles-ci, 19,5 % avaient moins de 3 ans et 31,25 % avaient entre 5 et 10 ans. 61 % ont arrêté pour cause de cessation d'activité et 32 % en raison d'un déménagement de l'entreprise dans un autre département. 31 % de ces sociétés étaient des sociétés de services aux entreprises, 25 % étaient dans l'immobilier et la location et 17,4 % dans le commerce de détail.

## Culture

### Musées
- Musée Baccarat
- Musée Georges Clemenceau
- Musée Dapper
- Musée d'art moderne de la ville de Paris et palais de Tokyo / Site de création contemporaine (palais de Tokyo)
- Musée de l'Homme (palais de Chaillot)
- Musée de la Contrefaçon
- Musée de Radio France (Maison de la Radio, fermé)
- Musée du Vin
- Musée Galliera
- Musée Guimet et Panthéon bouddhique - Hôtel Heidelbach
- Musée Marmottan
- Musée national de la Marine (palais de Chaillot)
- Musée Yves Saint Laurent de Paris
- Fondation Le Corbusier
- Maison de Balzac
- Musée des monuments français (Cité de l'architecture et du patrimoine, palais de Chaillot)
- Musée des Matériaux du Centre de Recherche sur les Monuments Historiques (palais de Chaillot; fermé pour travaux)
- Musée national du sport (siège au Parc des Princes)
- Musée d'Ennery
- Musée arménien de France

### Cinéma

#### Salles de cinéma actuelles
- Cinéma de la Cité de l'architecture et du patrimoine - 7, avenue Albert-de-Mun (cinéma du musée).
- Le Majestic Passy - 18, rue de Passy (seul cinéma avec une offre commerciale). Anciennement Royal-Passy puis Le Broadway. C'était alors la plus grande salle (?) de cinéma de l'arrondissement avec 600 places et un équipement complet pour projeter des films en 70 mm, longtemps abandonnée à d'autres desseins en 1982, avant de redevenir un cinéma sous l'impulsion de Simon Simsi en 1994.

#### Salles de cinéma disparues
Institutions
- La Cinémathèque française, créée en 1948, avait été installée en 1963 au palais de Chaillot (où fut inauguré neuf ans plus tard le premier grand musée de cinéma de Henri Langlois), avant d'être déplacée en 2005 au 51, rue de Bercy, dans le 12e arrondissement.
- Au musée Guimet, 6 place d'Iéna, 2 ciné-clubs : L'Oiseau de feu et le Club Cendrillon (1963-1981).

Cinémas privés
- Alexandra Passy Palace - 12 rue Chernoviz (sortie au 33 rue de Passy), créé en 1917, 1500 places, scène et fosse d'orchestre. Fermé puis rouvert (Alexandra). Démoli en 1962. Actuellement, immeuble où a vécu Jacqueline de Romilly (1913-2010) ; plaque.
- Auteuil Bon Cinéma - 40 rue Lafontaine (actuellement rue Jean-de-La-Fontaine), créé en 1925, 450 places. Fermé en 1977. Rouvre occasionnellement. À l'intérieur de la fondation d'Auteuil.
- Balzac Cinéma - 50 rue Raynouard (1911-v. 1923).
- Caméra (Club-70) - 70 rue de l'Assomption, 360 places (1932-1967).
- Cinéma - 11 boulevard Exelmans.
- Cinéo - 101 avenue Victor-Hugo (1912-1929).
- États-Unis Cinéma (cinéma Malakoff) - 56 bis avenue de Malakoff (1915-1923).
- Exelmans - 14 boulevard Exelmans, 1000 places (1933-1963).
- Familial Cinéma (Boileau Cinéma, Electric Cinéma) - 106 rue Boileau (1915-v. 1923).
- Le Mayfair Pathé - 90 avenue Paul-Doumer. Ce cinéma comprenait une salle unique de 300 places (1967-1988).
- Mirabeau Cinéma - 71 avenue de Versailles (1912-1918).
- Mozart Pathé (Mozart Palace) - 49-51 rue d'Auteuil, 1300 places (1913-1954).
- Le Murat (Porte Saint-Cloud Palace) - 107 boulevard Murat. Vaste salle devenue immeuble d'habitation (1948-1972).
- Palladium - 83 rue Chardon-Lagache. Aussi théâtre et attractions (1925-1946 puis 1955-1965). Immeuble de 8 étages.
- Le Passy - 95 rue de Passy. Cinéma de 1932 à 1986, devenu par la suite un magasin de luminaires. Un théâtre y ouvre en 2021 (voir plus bas)[41].
  - Le livre Drôles de salles (collectif, 2016) mentionne, rue de Passy, au 22 (possiblement au 20, à la place de l'actuel Monoprix, juste à côté de l'actuel Majestic Passy) le Passy-Ciné-Théatre puis Régent (1912-1939), au 23 (33 ?) le Victoria (v. 1924-v. 1930) et au 71 (17 ?) l'Imperia Palace (v. 1924-v. 1936). À un moment, il y avait donc quatre salles dans cette rue.
- Le Ranelagh - 5 rue des Vignes. Cette salle « improvisée » dans une salle de théâtre (327 places en 1946) projeta pendant de nombreuses années Les Enfants du Paradis, mais aussi Lawrence d'Arabie et d'autres chefs-d'œuvre du cinéma. Existe toujours mais sert de théâtre, d'où aussi des récitals ou spectacles musicaux.
- Le Royal Maillot - 83 avenue de la Grande-Armée, 400 places (1910-1969).
- Saint-Didier - 48 rue Saint-Didier, une salle de 750 places (1937-1960).
- Terminal-Foch puis Terminal - 8 avenue Foch, dans l'actuel parking (1970-1976).
- Les Trois Murat (anciennement Porte-de-Saint-Cloud Palace) - 17 rue Gudin. Situé dans le quartier d'Auteuil, ce cinéma comprenait 700 places, puis trois salles depuis transformées en immeuble d'habitation  (1932-1986).
- Le Victor-Hugo Pathé - 131 bis avenue Victor-Hugo et 65 rue Saint-Didier, au niveau de la place Jean-Monnet. Salle de 809 places avec balcon, créée alors au sous-sol d'un immeuble année 1930. Modifiée en 1970 pour désormais proposer 300 places (1931-1986).

#### Le 16earrondissement dans le cinéma
- Certaines scènes du Dernier Tango à Paris de Bernardo Bertolucci sont tournées près du pont de Bir-Hakeim dans un appartement situé 1, rue Alboni.
- La Fille sur le pont est tournée sur la passerelle Debilly qui rejoint le quai Branly.
- Dans Le Cerveau, Jean-Paul Belmondo et Bourvil discutent sur un banc devant le siège de l'OTAN qui deviendra peu après l'Université Paris-Dauphine. Puis Jean-Paul Belmondo escalade la façade du 75, avenue Foch. Enfin, le rendez-vous « secret » entre Silvia Monti et David Niven est tourné dans les jardins du Trocadéro.
- Les Uns et les Autres, réalisé en 1980 par Claude Lelouch, filme magistralement l'esplanade du Trocadéro dans la scène finale du Boléro dansée par Jorge Donn pour un concert de l'Unicef.
- On découvre le fameux restaurant Prunier situé avenue Victor-Hugo dans une scène de La Banquière de Francis Girod avec Romy Schneider.
- Dans l'Homme de Rio, réalisé en 1964 par Philippe de Broca, Jean-Paul Belmondo poursuit place du Trocadéro les ravisseurs d'une statuette dérobée au Musée de l'Homme.
- Dans Trois hommes à abattre de Jacques Deray, en 1980, Alain Delon habite un appartement situé 7, rue du Docteur-Germain-Sée à côté de la Maison de la Radio, une poursuite en voitures a lieu sur le périphérique près de la porte de Saint-Cloud, un rendez-vous est organisé près du Parc des Princes et un homme est abattu sur les quais.
- Dans La Rafle, de Roselyne Bosch, Mélanie Laurent traverse le pont de Bir-Hakeim pour aller au Vélodrome d'Hiver. À un autre moment, le Maréchal Pétain marche au Bois de Boulogne et caresse les chevaux du Racing Club de France.
- Dans La Grande Vadrouille de Gérard Oury, la séquence culte durant laquelle Bourvil laisse tomber un pot de peinture sur un officier SS est réalisée au 15, rue de la Faisanderie. Au 49 de la même rue, Karl Oberg, chef de la Gestapo en France durant la Seconde Guerre mondiale, y avait établi ses bureaux pour assurer les liaisons entre Himmler et le Gouvernement de Vichy.
- Le tournage du défilé de mode fétichiste dans Les Morsures de l'aube d'Antoine de Caunes fut réalisé dans le grand foyer du palais de Chaillot.
- Plusieurs scènes de Papy fait de la résistance furent tournées au lycée Janson-de-Sailly et dans l'enceinte du Musée Galliéra.
- Le musée Galliéra est également visible dans Inception de Christopher Nolan pour la rencontre dans la grande salle de conférence lambrissée entre Michael Caine et Leonardo DiCaprio. Une autre séquence entre Leonardo DiCaprio et Elliot Page est tournée sur la terrasse du musée Galliéra.
- Les images de vie scolaire dans LOL de Lisa Azuelos avec Sophie Marceau et Christa Theret ont été prises devant et à l'intérieur du lycée Jean-Baptiste Say.
- Certaines séquences du film de Jean-Louis Bertuccelli, Docteur Françoise Gailland, avec Annie Girardot furent réalisées avenue Georges-Mandel ainsi que devant le lycée Janson-de-Sailly.
- La Boum de Claude Pinoteau.
- Dans L'Armée des ombres, 1969, Jean-Pierre Melville tourne dans un splendide hôtel particulier la rencontre entre Lino Ventura et son frère joué par Paul Meurisse.
- Les scènes de la boutique et de l'appartement d'Alain Delon dans Le Cercle rouge ont été réalisées au 19, avenue Paul-Doumer. La boutique, quant à elle, a été remplacée aujourd'hui par une supérette.
- La maison du 68, rue Boileau, aujourd'hui disparue et remplacée par l'ambassade du Vietnam, fut utilisée pour le décor de La Grande Bouffe par Marco Ferreri, en 1973, avec Michel Piccoli, Marcello Mastroianni et Andréa Ferréol. D'autres scènes en extérieur furent aussi tournées boulevard Exelmans.
- Fantômas d'André Hunebelle, en 1964, avec Louis de Funès présente une scène place d'Iéna.
- L'Aile ou la Cuisse de Claude Zidi, en 1976, avec Louis de Funès et Coluche montre la place d'Iéna.
- La majorité des séquences en extérieur de Falbalas de Jacques Becker, en 1945, fut tournée dans le quartier de la Muette.
- Frantic de Roman Polanski présente une scène filmée sur le pont de Grenelle avec Harrison Ford et Emmanuelle Seigner.
- Stephen Frears tourna, en 2009, plusieurs séquences de Chéri avec Michelle Pfeiffer, adapté du roman de Colette, au 2, rue Eugène-Manuel.
- Ne le dis à personne de Guillaume Canet est tourné rue des Vignes et rue des Marronniers.
- Clara et les Chics Types de Jacques Monnet avec Isabelle Adjani et Thierry Lhermitte
- Les Choses de la vie de Claude Sautet avec Romy Schneider et Michel Piccoli.
- Ronin de John Frankenheimer avec Jean Reno et Robert De Niro.
- Nikita de Luc Besson avec Anne Parillaud et Jean-Hugues Anglade.
- Dans Paris de Christophe Honoré, en 2006, avec Romain Duris et Louis Garrel est tourné autour de la rue Raynouard.
- La Belle Personne de Christophe Honoré, en 2008, avec Léa Seydoux, Grégoire Leprince-Ringuet et Louis Garrel est tourné au lycée Molière, à la station de métro Passy et devant les 5 bis, rue Octave-Feuillet et 56, rue de Boulainvilliers. La quasi-totalité du film est tournée dans le même quartier[42].
- Classe tous risque de Claude Sautet avec Jean-Paul Belmondo.
- Circulez y'a rien à voir de Patrice Leconte avec Jane Birkin et Michel Blanc.
- La scène finale de 28 jours plus tard de Danny Boyle se déroule sur le parvis des droits de l'homme, place du Trocadéro.
- Dans Yves Saint Laurent de Jalil Lespert, on peut voir Pierre Niney (YSL) et Guillaume Gallienne (Pierre Bergé) dîner au restaurant Prunier avenue Victor-Hugo.
- L'Élégance du hérisson est tourné rue Eugène-Manuel.
- L'Appartement de Gilles Mimouni, avec Vincent Cassel et Monica Bellucci, est également tourné rue Eugène-Manuel.
- Dans Les Patriotes d'Éric Rochant, une scène montre Bernard Le Coq dans une voiture devant le 11 de la rue Claude-Chahu.

### Théâtre
- Théâtre Le Ranelagh, 5 rue des Vignes
- Le Passy - 95, rue de Passy. Cinéma de 1932 à 1986 (voir plus haut), devenu par la suite un magasin de luminaires. Dotée de 200 places environ, le théâtre de Passy y ouvre le 28 octobre 2021 avec un spectacle sur Joséphine Baker, ancienne habitante du quartier (avenue Bugeaud-rue du Général-Clergerie)[41], qui sera symboliquement honorée au Panthéon le 30 novembre suivant.

### Bibliothèques
- Bibliothèque Germaine-Tillion, 6 rue du Commandant-Schloesing (Trocadéro)
- Bibliothèque Alfred-de-Musset, 20 rue de Musset (Auteuil)

### Télévision
- Durant l'année 2009, M6 diffuse un feuilleton titré Paris 16e.

## Sécurité
Le commissariat central du 16e arrondissement se trouve 62 avenue Mozart, à la jonction des quartiers La Muette et Auteuil. On compte aussi un poste de police dans le quartier Chaillot, 4 rue du Bouquet-de-Longchamp et un autre dans le quartier Porte-Dauphine 75 rue de la Faisanderie.
La Brigade de sapeurs-pompiers de Paris comprend deux casernes dans l'arrondissement, Auteuil (rue François-Millet) et Dauphine (rue Mesnil).
Jusqu'en 2019, la gendarmerie disposait d'une caserne, boulevard Exelmans.

## Personnalités liées à l'arrondissement
Par année de naissance

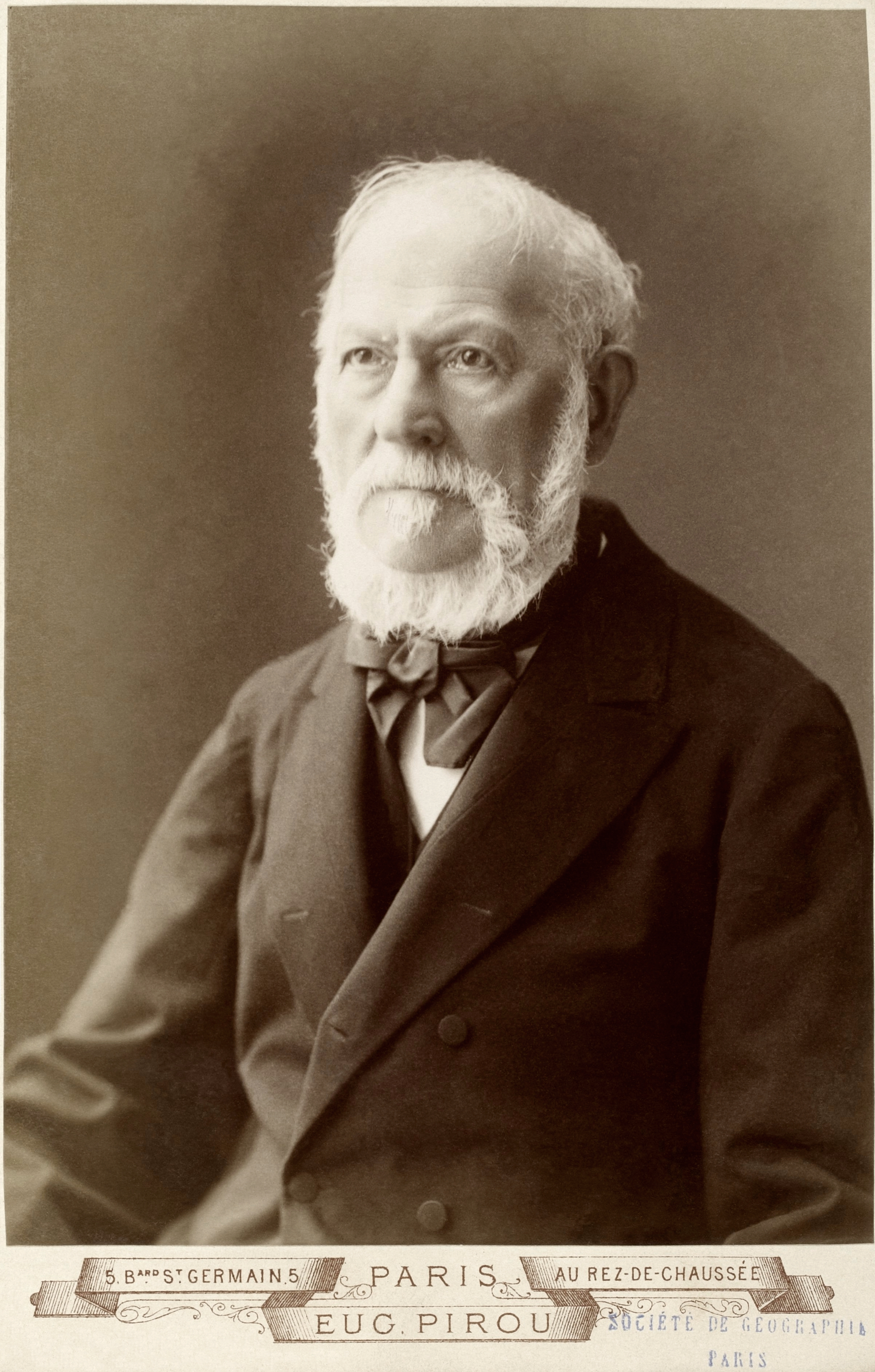
Henri Martin (historien) fut maire du 16e arrondissement à plusieurs reprises.

- Benjamin Franklin (1706-1790), écrivain et homme politique américain, vécut dix ans au village de Passy. Il était hébergé par Monsieur de Chaumont à l'hôtel de Valentinois.
- Au XIXe siècle, après de nombreuses acquisitions, l'homme d'affaires Benjamin Delessert (1773-1847) était devenu propriétaire de tous les terrains longeant la Seine et remontant jusqu'à l'actuelle rue Raynouard. Il s'en servit pour y installer une filature de coton, puis une fabrique de sucre de betteraves. Quand il mourut en 1847, les sites de ses industries furent lotis et remplacés par des habitations.
- Honoré de Balzac (1799-1850), écrivain, vécut de 1840 à 1847 dans le village de Passy[note 2] sous un pseudonyme pour échapper à ses créanciers. Sa maison de la rue Raynouard, propriété de la ville de Paris, est ouverte à la visite[45].
- Mario (1810-1883), chanteur d'opéra italien.
- Pierre Humbert (1848-1919), architecte, qui a réalisé de nombreux immeubles et hôtels particuliers dans  le 16e arrondissement.
- Félix Fournery (1865-1938), peintre et illustrateur de mode, installa son atelier et vécut villa Montmorency.
- Boni de Castellane (1867-1932) et Anna Gould (1875-1961), qui firent construire le palais Rose de l'avenue Foch.
- Hector Guimard (1867-1942), architecte, qui a marqué de son empreinte l'architecture de l'arrondissement en réalisant de nombreux immeubles. Il était le principal représentant de l'Art nouveau en France.
- Le Corbusier (1887-1965), architecte, a conçu les aménagements de la villa Berque, villa Montmorency, et les villas La Roche et Jeanneret, 8-10 square du Docteur-Blanche.
- Aline van Barentzen (1897-1981), née Hoyle, pianiste précoce, y a vécu ses dernières années.
- Jacques Lestrille (1904-1985), artiste peintre, vécut successivement au 6, boulevard Flandrin et au 30, rue de Passy. Il est inhumé au cimetière de Passy.
- Jules Hourdiaux (1907-1985), inventeur, a habité avenue de Versailles.
- Eugène Ionesco (1909-1994), écrivain, a habité au 38, rue Claude-Terrasse.
- Jacqueline de Romilly (1913-2010), philologue, écrivaine, professeure et helléniste, habitait rue Chernoviz.
- Philippe de Gaulle (1921-2024), amiral.
- Valéry Giscard d'Estaing (1926-2020), président de la République française de 1974 à 1981, réside rue Benouville. Et, tout jeune, au 101 avenue Henri-Martin.
- Édouard Balladur (1929-), Premier ministre de cohabitation sous la présidence de François Mitterrand (1993-1995) et candidat à l'élection présidentielle de 1995, habite boulevard Delessert.
- Michel Chaillou (1930-2013), écrivain, a habité au 32 rue Davioud entre 1966 et 2001.
- Brigitte Bardot (1934-), actrice, qui y épousa Jacques Charrier et habita au 71, avenue Paul-Doumer.
- Françoise Sagan (1935-2004), écrivain, a résidé dans le 16e arrondissement de Paris.
- Jean-Marie Ledannois (1940-2014), artiste peintre, a habité au 4, rue Francisque-Sarcey
- Patrick Modiano (1945-), écrivain et scénariste.
- Estelle Binant (1946-2023), philosophe.
- Jane Birkin (1946-2023), chanteuse, a habité au 28 rue de la Tour (premier pavillon).

### Naissances
Par ordre chronologique de naissance
- Paul de Kock (1793-1871), romancier et auteur dramatique issu d'une famille de banquiers hollandais, dans le village de Passy.
- Jean Hubert (1807-?), secrétaire particulier de Delphine de Girardin et de Michelet.
- Marcel Proust (1871-1922), écrivain. Au 96 rue La Fontaine, dans la cour. Plaque. Il est décédé au 44 rue (de l'amiral) Hamelin. Plaque.
- Sir Edward Spears (1886-1974), major général, agent de liaison personnel de Winston Churchill auprès du gouvernement français pendant la Seconde Guerre mondiale. Au 7 chaussée de la Muette à Passy.
- Pierre Chayriguès (1892-1965), joueur de football.
- Tony Burnand (1892-1969), publicitaire, journaliste et écrivain. Spécialiste de la pêche et de la chasse.
- Louis Aragon (1897-1982), poète et romancier.
- Suzanne Lenglen (1899-1938), joueuse de tennis.
- Jacques Morisson (1907-1964), joueur professionnel français de hockey sur glace.
- Françoise Dolto (1908-1988), pédiatre et psychanalyste, qui a participé avec Jacques Lacan à la création de l'école freudienne. Rue Vineuse ?
- Jacques François (1920-2003), acteur.
- Georges Montaron (1921-1997), fondateur de Télérama.
- Maxime Bonnet (1923-2015), dirigent d'entreprise
- Philippe Grumbach (1924-2003), journaliste et rédacteur.
- Claude Sarraute (1927-2023), journaliste et écrivain.
- Robert Badinter (1928-2024), garde des Sceaux, sénateur du groupe socialiste. Rue Raynouard ?
- Hélène Carrère d'Encausse (1929-2023), historienne, académicienne et femme politique française.
- Michel Polac (1930-2012), journaliste.
- Marisol Escobar (1930-2016), artiste liée au pop art, à Andy Warhol et à Jean-Michel Basquiat.
- Bernadette Chirac (1933-), femme politique. Au 38 rue de la Tour.
- Régis Debray (1940-), écrivain.
- Laurent Fabius (1946-), homme politique.
- Erik Orsenna (1947-), écrivain.
- Martin Lamotte (1947-), acteur, scénariste et réalisateur.
- Frédéric Mitterrand (1947-2024), journaliste et ministre de la Culture.
- François Berléand (1952-), acteur.
- Isabelle Huppert (1953-), actrice.
- Christophe Dechavanne (1958-), animateur de télévision.
- Claude Chirac (1962-), femme politique.
- Philippe Lelièvre (1964-), acteur.
- Emmanuelle Seigner (1966-), actrice.
- Laurent Bihl (1968-), enseignant et historien.
- Ramzy Bedia (1972-), humoriste et acteur.
- Jonathan Lambert (1973-), humoriste et acteur.
- Vincent Desagnat (1976-), acteur.
- Léa Seydoux (1985-), actrice.
- Kev Adams (1991-), humoriste et acteur.
- Lord Esperanza (1996-), rappeur.

### Décès
Par ordre chronologique de disparition

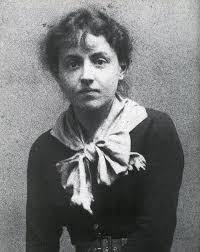
La peintre Louise Breslau (1856-1927), décédée rue Piccini.

- Pierre Bretonneau (1778-1862), médecin.
- Félix Antoine Appert (1817-1891), général, commandant de corps d'armée, ambassadeur de France en Russie, grand croix de la Légion d'honneur.
- Adolphe Yvon (1817-1893), artiste peintre ; il vécut au no 16 de l'actuelle rue Adolphe-Yvon de 1868 à sa mort.
- Louis Salvan (1846-1908), architecte d'une soixantaine d'immeubles ou hôtels particuliers dans le 16e arrondissement. Né dans le 7e arrondissement, il est mort 59, boulevard de Beauséjour.
- Marian Le Cappellain (1851-1923), enseignante anglo-normande, qui établit un des premiers lycées pour l'éducation des filles au Costa Rica.
- Louise Catherine Breslau (1856-1927), peintre, meurt dans la clinique du no 6 de la rue Piccini.
- Georges Clemenceau (1841-1929), président du Conseil, habitait au 8 rue Benjamin-Franklin de 1895 jusqu'à sa mort.
- Emil-Edwin Reinert (1903-1953), réalisateur, a vécu de 1947[46] à sa mort, au 25, avenue de Versailles.
- Bourvil (1917-1970), acteur, a vécu au 18, rue Jean-Goujon ; il est décédé boulevard Suchet.
- Marie Berton-Maire (1894-1975), artiste-peintre, sculptrice et dessinatrice, a habité au 1 bis rue de Chaillot.
- Maria Callas (1923-1977), cantatrice, habitait au no 38 de l'avenue Georges-Mandel, où elle est décédée.
- Claude François (1939-1978), chanteur, avait son appartement au 46 boulevard Exelmans et ses bureaux (disques, magazine, parfum…) au 122 de la même voie.
- Abel Gance (1889-1981), réalisateur, scénariste et producteur de cinéma, habitait rue de l'Yvette.
- Suzy Wincker (1894-1989), speakerine et artiste lyrique, a vécu au moins de 1936 à sa mort 70 avenue d'Iéna.
- Michel de Brébisson (1905-1991), général d'armée.
- William Labussière (1912-1992), pilote de chasse, volontaire durant la guerre d'Espagne, membre de l'escadrille des Tigres volants et résistant français[47].
- Olivia de Havilland (1916-2020), actrice, habite pendant plus d'un demi-siècle[48] l'hôtel particulier au 3, rue Benouville.

## Transports en commun

### Métro, RER, tramway et bus
L'arrondissement est desservi par les lignes de métro ou de RER : 
- (Porte Maillot, Argentine, Charles de Gaulle - Étoile) ;
- (Porte Dauphine, Victor Hugo, Charles de Gaulle - Étoile) ;
- (Charles de Gaulle - Étoile, Kléber, Boissière, Trocadéro, Passy) ;
- (Porte de Saint-Cloud, Exelmans, Michel-Ange - Molitor, Michel-Ange - Auteuil, Jasmin, Ranelagh, La Muette, Rue de la Pompe, Trocadéro, Iéna, Alma - Marceau) ;
- (Porte d'Auteuil, Michel-Ange - Molitor, Michel-Ange - Auteuil, Chardon-Lagache, Église d'Auteuil, Mirabeau) ;
- (Charles de Gaulle-Étoile) ;
- (Neuilly-Porte Maillot, Avenue foch, Avenue Henri-Martin, Boulainvilliers, Avenue du président Kennedy) ;
- (Neuilly-Porte Maillot).

L'arrondissement est desservi par le tramway :
- : (Porte Maillot, Anna de Noailles, Porte Dauphine).

L’arrondissement est également desservi par les lignes du réseau de bus RATP 22, 30, 31, 32, 42, 52, 62, 63, 70, 72, 73, 80, 82, 88, 92, PC et 244 et d'autres lignes de bus tels que les 123 et 241 à Porte d'Auteuil ou les 175, 189 et 289 à Porte de St-Cloud ou partent des portes du 16e arrondissement pour desservir la banlieue avoisinante.

### Vélib'
Conformément à la codification Vélib', les stations de l'arrondissement porte un numéro débutant par 16, suivi de trois chiffres.
L'arrondissement compte 63 stations, numérotées de 16001 à 16135.

### Projet
- Gare du Trocadéro (années 1880)

## Littérature

### Héraldique et logotype
| Blason | Blasonnement : « Coupé : au 1er parti au I de gueules au château de la Muette d'argent, ajouré du champ, accompagné en chef d'une fleur de lis d'or accostée de deux croisettes du même, au II d'argent à trois chevaux galopant de sable, bridés et sellés d'or, au 2e d'azur à trois arbres arrachés d'or, 2 et 1. » « Coupé : au 1er, de gueules, au château de la Muette d’argent, ajouré du champ, accompagné en chef d’une fleur de lis d’or accostée de deux croisettes du même, parti d’argent, à trois chevaux galopant de sable, bridés et sellés d’or ; au 2e, d’azur, à trois arbres arrachés d’or. » |